# メタルファイト ベイブレード
『メタルファイト ベイブレード』は、『月刊コロコロコミック』（小学館）で連載された足立たかふみによる日本の漫画作品。および、それを原作にしたアニメ作品。タカラトミーから発売されたホビー「ベイブレード」を題材としている。

## 概要
『爆転シュート ベイブレード』で一旦は収束したベイブレードシリーズの2008年より展開された新シリーズで、漫画およびアニメでメディアミックス展開される。前作との直接的な物語の繋がりは無く、登場人物もベイブレードも一新されている。
前作までが四神をモチーフにしていたのに対し、本作は星座をモチーフとしている。本作は個人戦が主になっているが、ビッグバンブレーダーズ編は前作同様チームバトルとなっている。なお物語は日本から始まり、ビッグバンブレーダーズ編以降は日本を含めた世界が舞台になっている。
原作となる漫画版では第1話から第7話までが第1部、第8話からが第2部・バトルブレーダーズ編、第21話からがビッグバンブレーダーズ編、第34話から最終話までがアルティメットブレーダーズ編となっている。アニメ版では第24話からバトルブレーダーズ編、第52話から第2シーズン（ビッグバンブレーダーズ編）、第103話から第3シーズンとなっているが総話数は継続され、それぞれDVDがVol.01からリリースされている。
漫画版はアニメ、ゲームの原作となるが、ほぼ平行作業となっていてアニメの設定をフィードバックしたり、アニメ発の設定やキャラクターを使用することもある。
アニメ版『メタルファイト ベイブレード』はテレビ東京系列にて2009年4月5日から2010年3月28日にかけて放送され、2010年4月4日から2011年3月27日にかけては第2シーズン『メタルファイト ベイブレード 爆』（メタルファイト ベイブレード ばく）が放送された。2011年4月3日から2012年4月1日までは第3シーズン『メタルファイト ベイブレード 4D』（メタルファイト ベイブレード フォーディー）が放送された。
2011年10月2日からは放送時間が8:30 - 8:45の15分に短縮された。これに伴い、今まで流れていたアバンタイトルの部分が廃止され、オープニングとエンディングが1分に短縮されて新たに製作されたものに差し替えられ、次回予告は30秒から10秒に短縮された。
漫画版の連載終了後は7年後を舞台とし、主人公を変更した新シリーズ『メタルファイト ベイブレード ZEROG』が開始され、アニメ版が2012年4月8日から12月23日まで放送された（当初は2013年3月までの予定だったものの、商品展開の終了に伴い予定より早く放送終了した）。

## ストーリー
敵が強ければ強いほど燃える熱血ブレーダー銀河。ベイバトルが大好きで、より強くなることを目標に、強敵を求めて武者修行をしている彼はキョウヤ率いる悪のグループ首狩団（フェイスハンターズ）と無謀なベイバトルをすることになる。勝負がつくまで決してくじけない強い心を持ち、バトル以外では友達思いの、どこにでもいる少年、銀河。新たなライバルとの出会い、友情、別れ…。様々なベイバトルを通して彼らは成長していく。

## 作中用語
この節では、アニメ版の設定を中心に解説する。
ベイブレード
現代版のベーゴマ。ベイと略されることが多い。詳細は「ベイブレード」を参照。ベイは星座や惑星にまつわる星獣（せいじゅう）をイメージして作られている。パーツは主にフェイス、クリアウィール、メタルウィール、トラック、ボトムの5層構造からなる。パーツはそれぞれ互換性があり、カスタマイズすることが可能。ベイ本体は基本的に右回転（時計回り）しながら反時計回りにスタジアムを回るが、左回転のベイはその全く逆の動きになる。
ベイブレードのタイプ
ベイには4つのタイプがあり、それぞれ特徴が異なる。
アタックタイプ
高い攻撃力を重視している。パーツの色は青系。
ディフェンスタイプ
相手の攻撃を受けきるほど高い防御力を持つ。パーツの色は黒系。
スタミナタイプ
長時間のバトルや広いフィールドに強い持久力を持つ。パーツの色は黄系。
バランスタイプ
アタックとディフェンスなど、複数の力を兼ね備えている。パーツの色は赤系。
不明
アニメ、ゲームなどでしか存在しないベイ。
| アタックタイプ | ディフェンスタイプ | スタミナタイプ | バランスタイプ | 不明                                                                                 |
| 初期（2008年 - 2009年）（アニメ版への登場：○〈アクアリオ、ビルゴとパイシーズのみ〉） | 初期（2008年 - 2009年）（アニメ版への登場：○〈アクアリオ、ビルゴとパイシーズのみ〉） | 初期（2008年 - 2009年）（アニメ版への登場：○〈アクアリオ、ビルゴとパイシーズのみ〉）                                                                             | 初期（2008年 - 2009年）（アニメ版への登場：○〈アクアリオ、ビルゴとパイシーズのみ〉） | 初期（2008年 - 2009年）（アニメ版への登場：○〈アクアリオ、ビルゴとパイシーズのみ〉） |
| --- | --- | --- | --- | ------------------------------------------------------------------------------------ |
| ペガシス アクアリオ エルドラゴ カプリコーネ ケツァルコアトル | レオーネ アリエス エスコルピオ | サジタリオ リブラ ビルゴ パイシーズ | ブル ヴォルフ ジェミオス |                                                                                      |
| ハイブリッドウィールシステム（2009年 - 2011年）（アニメ版への登場：○） | | | |                                                                                      |
| ストームペガシス サイバーペガシス ギャラクシーペガシス ウインドアクアリオ ライトニングエルドラゴ メテオエルドラゴ ストームカプリコーネ スクリューカプリコーネ バーンパイシーズ[注 1] レイユニコルノ バクシンスサノオ[注 1] ストームサーペント レイギル レイキャンサー トルネードヘラクレオ マーキュリーアヌビウス ヘルクラウン スクリューレイラー バクシンベルゼブ | ロックレオーネ カウンターレオーネ[注 1] クレイアリエス ロックアリエス ロックエスコルピオ カウンターエスコルピオ ロックオルソ ロックギラフ グラビティペルセウス グランドケトス グランドカプリコーネ バルカンホルセウス ロックサーペント バサルトホロギウム | フレイムサジタリオ フレイムリブラ インフィニティリブラ[注 1] アースビルゴ ポイズンビルゴ サーマルパイシーズ バーンフェニックス アースフェニックス ヘルケルベクス | ダークブル ダークヴォルフ バーンヴォルフ キラーヴォルフ キラージェミオス マッドキャンサー ダークキャンサー フレイムキャンサー アースアクイラ[注 2] ポイズンサーペント フレイムサーペント サーマルラチェルタ ソルブレイズ[注 3] ディバインキメラ[注 1] フレイムビクシス キラービフォール ナイトメアレックス[注 1] スクリューフォックス フォビドゥンイオニス | ストームノーザンクロス[注 4] ロッククロウ[注 4] ダークポセイドン[注 5]               |
| 4Dシステム（2011年 - 2012年）（アニメ版への登場：○） | | | |                                                                                      |
| ビッグバンペガシス ウイングペガシス[注 1] エルドラゴデストロイ ブリッツユニコルノ オメガドラゴニス | ファングレオーネ ヴァリアレス ジェイドジュピター プロトネメシス[注 6] エルドラゴガーディアン[注 1] クライスシグナス | フラッシュサジタリオ サイズクロノス ファントムオリオン デュオウラヌス                                                                                            | ビートリンクス デスケツァルコアトル ディアブロネメシス フュージョンハーデス |                                                                                      |
ブレーダー
ベイブレードを扱う者のこと。
ベイバトル
ベイブレードを使用した試合のこと。基本的に1対1で行われ、ベイをスタジアムに向け専用の発射装置（ランチャー）で「3、2、1、ゴーシュート!」の掛け声とともにシュートし、お互いのベイをバトルさせ勝負を競い合う。
ベイポイント
ベイバトルに勝利することで手に入るポイント。ポイントはベイポインターに記憶される。ポイントが多いほど強いブレーダーだとされ、第1話の時点でのポイントは銀河が37000、ケンタが1250となっている。アニメ第1シーズンではバトルブレーダーズ参加に必要なため、重要な位置付けとなっている。
ベイスタジアム
ベイバトルが行われるすり鉢状の格闘場。このスタジアムからベイを弾き出されるとスタジアムアウト、スタジアム上でベイの回転が止まるとスリープアウトで負けとなる。作中では特に説明はないが、アタックタイプ、バランスタイプ、スタミナタイプ、ワイドスクエアタイプ、スーパーアタックタイプ、スタンダードタイプなどのスタジアムが存在し、それぞれで特徴が異なる。スタジアムの名前と同じタイプのベイが有利になるように作られている。この他にゲーム『ガチンコスタジアム』では球体の中でバトルを行い、バトル中にスタジアムが回転し上下が変化するスフィアタイプが登場する。
エクストリームベイスタジアム
ベイの回転力をアップさせる回転盤や、スタジアムアウトを防ぐ特殊フェンスなどのギミックを搭載したスタジアム。実際の大会でも使用され、アニメ版では第28話のモンドシティで行なわれたチャレンジマッチ決勝戦、漫画版ではバトルブレーダーズ準々決勝のバトルロイヤルの舞台となっている。
トルネードベイスタジアム
ベイを超加速させるトルネードポイントを搭載したスタジアム。一定時間が経過するとトルネードタイムが発生し、トルネードポイントが回転する力とそこを回転するベイの力、ベイ自身の回転力の3つの回転力がひとつになって何倍ものパワーを生み出し「トルネードアタック」を可能にする。トルネードアタックは強力な分、仕掛けた方のベイのスタミナも奪う。アニメ版ではビッグバンブレーダーズ決勝トーナメント1回戦の舞台で、名称はトルネードスタジアムとなっている。
スーパースクエアスタジアム
漫画版で登場。新開発の超硬質コンクリートでできている高い壁に囲まれたスタジアム。バトルブレーダーズ準決勝第1試合の舞台となっている。

アングルコンパス
ランチャーに取り付けたコンパスで腕の水平位置を測り、シュート時に腕が下がったり斜めになることを修正できる初心者向けのアイテム。ベイの軸は地面に水平に放たれ、パワーロスを極限まで減らすことができる。
必殺転技（ひっさつてんぎ）
ベイに秘められた性能とブレーダーの力がひとつになって初めて誕生する技。竜牙の使用する技は暗黒転技（あんこくてんぎ）と呼ばれ、ダークネビュラでも選ばれた者しか使うことのできない究極の技とされている。アニメ版では他に水地、漫画版では大道寺、暗黒三闘士も使用できる。さらに、漫画版では銀河、アニメ版では竜牙が究極転技（きゅうきょくてんぎ）を使用する。劇場版ではヘリオスが灼熱転技（しゃくねつてんぎ）、漫画版ではダミアンが煉獄転技（れんごくてんぎ）を使用する。また、2人で協力する合体転技（がったいてんぎ）（アニメ版では合体必殺転技（がったいひっさつてんぎ））も存在する。
ゲーム『超絶転生!バルカンホルセウス』ではベイのトラックに備えられたトラック技とボトムに備えられたボトム技が「転技」、クリアウィールに備えられている技が「必殺転技」と呼ばれている。
WBBA（ダブルビービーエー）
ワールド・ベイブレード・アソシエーションの略称。ベイの公式大会を運営する組織。アニメ第2シーズンではダークネビュラに好き勝手を許した反省を生かし、強力な組織として新しく生まれ変わっている。本部長は銀河の父、鋼流星が務める。
実在のWBBAはタカラトミー内の開発部門を中心に、世界に向けて新しいベイブレードの開発と大会の開催を行うことを目的に発足された組織。優秀なブレーダーも会員として認定し、イベントやベイブレードを開発するために研究が行われている。
サバイバルバトル
WBBA主催の年に一度行われる大会。優勝者はどんな願いでも一つだけ叶えてもらえる。舞台は無人島のベイブレー島。作中で行われた大会は史上最大の参加ブレーダー数となり、参加人数は紛れ込んだまどかを含め1000人を数える。
バトルブレーダーズ
ブレーダーの頂点を決める全国規模の大会。主催はダークネビュラで、WBBAを利用して開催を決定させている。アニメ版では出場資格はベイポイント50000点で、参加ブレーダーは16人。漫画版では出場資格は特になく、参加ブレーダーは1000人以上で本戦出場者は15人。舞台はバトルブレーダーズコロシアム。大会はアニメ版、漫画版共にトーナメントで行われるが、漫画版では準々決勝のみ4人ずつのバトルロイヤルとなっていて、各ブロック上位2名が準決勝に進める。漫画版とアニメ版で対戦組み合わせが異なる。
チャレンジマッチ
正式名称はバトルブレーダーズチャレンジマッチ。サバイバルバトル終了後からバトルブレーダーズが開催されるまでの3ヶ月間、ポイント不足のブレーダーのために各地で開催される予選大会。大会の難易度によって獲得ポイントが変わる。中でもアニメ第30話から32話にかけてベガスシティで行われた大会は最大級のチャレンジマッチと呼ばれ、優勝者には10000ポイントが与えられる。
ビッグバンブレーダーズ
WBBA主催によるベイブレード史上初の世界大会。世界32か国をA、B2つのブロックに分けトーナメント形式で行い、各ブロックの1位と2位が決勝トーナメントに進める。試合はチーム戦で行われ、アニメ版での代表は各国それぞれ5名（レギュラーメンバー3名、サブメンバー1名、サポート1名）。試合形式は1対1の3本勝負で先に2勝したチームの勝ちとなる。またワイルドカードがあり、1回戦と2回戦で負けたチームはもう一度トーナメントを行い、勝ち残ったものが世界大会に復活できるシステムとなっている。国内予選である日本代表選抜大会は全国各地で同時開催され、制限時間内に高ポイントを獲得した上位4名が決勝バトルに進出し、勝者2名がレギュラーメンバーとなれる。
各チームの所属選手が何らかの不慮の事故によって試合に出られなくなった際は、特例として追加メンバーの招集が認められているが、予選や本戦に一度も出場しておらず、また大会関係者や大人では無いことが条件となっている。
漫画版では本戦は2名1組での勝ち抜きバトルとなっていて、予選である日本代表決定戦は10万人のブレーダーがA、B2つのブロックに分かれ戦い、勝ち残った2名が日本代表となれる。漫画版とアニメ版で対戦組み合わせが異なる。
アルティメットブレーダーズ
漫画版で登場。WBBA主催によるレジェンドを含めたトップブレーダーを集めた地球最強のブレーダーを決定するトーナメント。参加できるのはWBBAが全ブレーダーの過去のベイバトルの結果を数値化したベイバトルポイントの上位64人。大会の真の目的はネメシスに対抗できるブレーダーを探すことにある。

B-Pit（ビーピット）
まどかの父親が経営するベイブレードショップ。地下はまどかがベイのメンテナンスルームとして使用している。ゲーム作品では主にベイのパーツの売買が行われる。
首狩団（フェイスハンターズ）
盾神キョウヤ率いる総勢100人の不良ブレーダー集団。アニメ版では弱そうな相手に卑怯なバトルを仕掛けてはポイントを奪い、漫画版ではバトルに負けた相手のベイを奪う。アニメ第9話でウルフキャニオンでの修行から戻ったキョウヤから解散を宣言される。DSゲーム第1作では銀河に敗れた後にバトルで互いに腕を磨くためのチームに生まれ変わるが、謎の集団「ククルカン」に操られる。ゲーム『ガチンコスタジアム』ではポイントは奪うがベイを奪ったことはないとされている。漢字表記は漫画版のみ。
暗黒星雲（ダークネビュラ）
竜牙率いる謎のブレーダー集団。実質的に組織を動かしているのは側近の大道寺であり、ベイブレードの力に魅せられ禁断のベイの封印を解き、ベイに秘められた特殊な力を悪用しようとする。様々なトラップが用意されたアジトや最新マシンを使用したトレーニング施設を持ち、徹底的なコンピュータ管理によるブレーダーの育成が行われている。コンピューターによってベイに最適な改造を施しパワーアップさせるベイ改造システムも保有している。またアタック、ディフェンス、スタミナ、バランスとタイプ別の技術を究極まで磨いた精鋭部隊が存在する。人材は不足しているようで、そのことを翼に指摘されている。後にハデスインクが裏で操っていたことが判明する。漫画版では竜牙に次ぐ実力者として天童遊、大鳥翼、水地零士の3人からなる「暗黒三闘士（ダークトライデント）」が登場する。漢字表記は漫画版のみ。
ウルフキャニオン
ダークネビュラが所有する自然公園。人は1人も住んでいなく凶暴な狼が潜んでいるのみで、ありのままの自然が広がっている。キョウヤは大道寺にここへ連れられ、あらゆる物を拒絶するという岸壁を登り切り、自分の中に眠る野生「心の牙」を目覚めさせる。ビッグバンブレーダーズ終了後には銀河との対決に備え再びこの場所で特訓を行い、星の欠片の力をレオーネに宿す。

古馬村（コマむら）
銀河の故郷で、ハガネ山の麓にあるベイブレードの里とも呼ばれている隠れ里。禁断のベイ・エルドラゴやギャラクシーペガシスが封印されていた地でもある。ゲーム『爆神スサノオ襲来!』では日本の中部地方に位置している。竜牙にエルドラゴを奪われた後は人気がなく寂れた状態になっている。村の背後にそびえる雪山の山頂にある祠は、古馬村の人間でも選ばれし者しか立ち入ることが許されない聖地で、伝説のブレーダーが残した秘伝の書が眠っている。その実態は流星が息子である銀河の挫折を見越して仕掛けたもので、書物の文字を見てそれが流星の物だと気付いた銀河の苦笑を買っている。
漫画版では富士の樹海にほど近い、地図に載っていない隠れ里で古馬山の麓にあり、バーンフェニックスもこの地に封印されていた。また、銀河と破壊神ネメシスの最終決戦が行われた場所でもある。
緑の地獄（みどりのじごく）
ベイの森の中にある、古馬村ができるより以前に落ちてきた隕石のクレーターを利用したベイスタジアム。モルダバイトでできたスタジアムは滑りやすく、アタックタイプは威力が発揮できない。
ベイ林寺（ベイりんじ）
ビッグバンブレーダーズの中国代表チーム・王虎衆（ワンフージョン）の練習場。山の上にある中国四千年の歴史と伝統を持つブレーダーの養成機関。全国から選ばれた優秀なブレーダーが集まっており、過酷な修業に打ち勝って初めてトップブレーダーとして認められる。王虎衆はその中でも特に優秀なブレーダー4人によって結成されたチーム。外敵からの侵攻を防ぐことを基本とした守りのベイを得意とする。王虎衆のブレーダーが使用する「堅固鉄壁（けんこてっぺき）」はベイ林寺に伝わる究極奥義で、様々な外敵から四千年の歴史を守り続けた鉄壁の防御だとされる。
百家ベイ林拳（ひゃっかベイりんけん）
二千年前、ベイ林寺と袂を分かった武闘派一派。ベイ林寺の実権を握るべく反乱を起こし、後に春秋戦国ベイ林時代と呼ばれる長い戦いを繰り広げる。激闘の末ベイ林寺本流に敗れ、中国の奥地に去り過酷な日々を強いられることとなるが、宗家を倒すことだけを目標に熾烈な修行を続け、現代になってその末裔が姿を現す。ベイ林寺とは元は同じ流派だが、敵を倒すためだけに力を特化させた攻撃主体のベイを得意とし、守りの奥義を攻撃に転じさせることができる。

戦士の祭典（せんしのさいてん）
ビッグバンブレーダーズ2回戦が行われている頃にギリシャで開かれたヨーロッパ各国の代表が一堂に集まるビッグイベント。古代より勝利の神に祈る神聖な場所とされ、ユーロ連合に所属するブレーダー以外は立ち入り禁止となっている。
嵐の谷（あらしのたに）
アフリカ・サバーナ国代表チーム・ワイルドファングのダムレの故郷。谷がひらけた場所には竜巻が渦巻いているが、温暖化の影響でさらに激しさが増している。ワイルドファング結成後、ここでの特訓でキョウヤは竜巻を極める。
ダンジョンジム
アメリカにあるベイブレードジム。ビッグバンブレーダーズ開催の3年前、まだアメリカに来たばかりで友達のいない正宗はここでゼオとトビーに出会い、共に世界一のブレーダーを夢見て日々切磋琢磨に励んでいた。正宗、ゼオ、トビーの3人はチーム・ダンジョンと呼ばれる。
ハデスインク
アメリカ代表チーム・スターブレイカーやダークネビュラを陰で操る組織。アニメ版ではDr.ジグラットが設立した会社で、表向きはエネルギー開発を目的とした企業。本拠地はハデスシティで、街全体がハデスインクの施設でできている。本部はハデスシティの中心にあるハデスタワーで、その地下にはスパイラルフォースを生み出すスパイラルコアがある。後にプルートが裏で操っていたことが判明した。ハデスインクのハデスとは、彼らが崇拝するハデス王の名から頂戴したもの。漫画版では世界中のテロリストや軍事国家に兵器を売る死の商人ファウストが率いる、世界的に悪名高い兵器会社となっている。
HDアカデミー（エイチディーアカデミー）
アメリカのブレーダー養成機関で、運営責任者はスターブレイカー監督でもあるDr.ジグラットが務める。優れた素質を持つブレーターたちを国中から集め、最新設備を用いて育成している。トレーニングの内容は非常に過酷で、ついていけずに脱落する者は一流のブレーダーになれないと判断を下され、情け容赦なく施設を追い出される。スターブレイカーのゼオ、ジャック、ダミアンもこの施設に身を寄せている。
表向きはブレーダーの養成施設だが、その裏ではベイの力を科学的に検証し、その力をもって世界を掌握することを企んでいる。HDアカデミーのHDとはハデスインクのハデスを意味する。
アレンジシステム
HDアカデミーが開発したブレーダー強化システム。科学的にブレーダーの肉体と精神に直接働きかけ、そのブレーダーの持つ潜在能力を最大限発揮できるように引き上げる。同時にブレーダーに最も適したベイを開発することでベイとブレーダーの能力が完全に一体化した最強の戦士を作り上げることができる。HDアカデミーに所属する前は無名のブレーダーだったゼオとジャックは、ブレーダー強化実験の実験台となることでアメリカ代表になるほどの急成長を遂げている。ただし誰でも強化できる訳ではなくある程度の適正が必要で、ゼオやトビーは数万人に1人という希少な適合者だとされる。
アレンジシステムの被験者は何の努力も必要とせずに潜在能力を引き出しているが、強くなるために必要な練習や実戦の経験や過程を省いているために肉体が急激な変化に耐えられず、その多くが精神と身体に深刻な後遺症を残すまでのダメージを受けブレーダー生命を断たれている。流星は「まだ身体が成長期の子供に、150km/hの剛速球を投げさせるようなもの」と表現している。また、ジャックによると人格が少し変わることがあるという。
スパイラルフォース
ベイブレードの秘めた計り知れない力から抽出した次世代エネルギーで、ハデスシティを浮上させ、山や森や湖を一瞬で消滅させる威力を持つ。スパイラルフォースを生み出すためにはコアとなる最強のパワーを秘めたベイとそれを自在に操る力を持ったブレーダーが必要で、そのためにジグラットはHDアカデミーを設立し優秀なブレーダーを育て上げ、ビッグバンブレーダーズに送り込むことでベイとブレーダーのデータを収集する。
ハデスインクとの戦いで銀河が宇宙に起こしたスパイラルフォースの大爆発が古馬村に伝わる「天空の光」だとされ、後に星の欠片が地球へやってくる原因になる。
Dr.ジグラットはマヤ文明の遺跡にある星の欠片の力を直接ネメシスに送り込むシステムを元にスパイラルコアを開発している。

星の欠片（ほしのかけら）
かつて空から落ちてきて、現在のベイブレードの起源であるペガシスとエルドラゴを生んだとされる隕石。星の欠片が持つ未知なる力は手にした者によって善にも悪にもなる。星の欠片の力を宿したベイは、ブレーダーのベイ魂に反応して新たなベイへと進化する。数百年ぶりに新たな星の欠片が地球に飛来し、悪しき者に渡らないためにデュナミスによっていくつもの光に分散し世界中に散らばる。その行き先は星の欠片の意思だとされる。
数千年前にも星の欠片がやって来ていて、地球に到達する途中で2600万年周期で太陽を回っている黒き太陽と遭遇したことで負のパワーを吸収し、その星の欠片から誕生したベイによって今と劣らぬ一大ベイ文明が栄えたが、時の支配者ハデスによって星の欠片の一部から最強のベイ・破壊神ネメシスが作り出される。隣国の王ゼウスと5人のブレーダー戦士によってネメシスが封印された後も星の欠片は幾度となく地球へやって来て、アトランティスのオリハルコン、マヤの秘宝などと呼ばれ人類の歴史に大きく関わる。
レジェンドブレーダー
分散した星の欠片の未知なる力を授けられたブレーダー。その数は10人。銀河、キョウヤ、竜牙、ユウキ、アグマ、キング、デュナミス、クリス、ティティ、ラゴウが該当する。レジェンドブレーダーの内、太陽系の惑星のベイを持つ5人はかつて破壊神ネメシスを封印した古代ブレーダー戦士の末裔から選ばれ、残りの内4人はゼウス王の予言によって新たに誕生した四季の星座にちなんだベイを持つ者から選ばれ、残り1人はハデスの意志を継いだネメシスの使い手ラゴウが選ばれている。後に竜牙がラゴウとの戦いに敗れたあとにケンタが星の欠片の力を受け継ぎ、竜牙に代わってレジェンドブレーダーとなる。
漫画版では一般のブレーダーに知られていない存在で、あまりにも強すぎるためWBBAに公式大会への出場を禁じられている伝説級のブレーダーだとされる。漫画で判明しているレジェンドブレーダーはアグマ、キング、クリス、デュナミス、ティティ。
太陽系レジェンドブレーダー（たいようけいレジェンドブレーダー）
数千年前、破壊神ネメシスに打ち勝つべく太陽系の惑星のパワーを持つベイで対抗し、ガイア（地球）の力と共にネメシスを封印した5人のブレーダー戦士の末裔。ユウキ、アグマ、キング、デュナミス、ティティが該当する。ネメシスが復活した時、破壊神の暴走を封じるために力を貸すことが太陽系ベイを継承したレジェンドブレーダーの役目だとされる。
四季のレジェンドブレーダー（しきのレジェンドブレーダー）
ガイアの力が4つに分かれ、破壊神復活の脅威が迫った現代になってその力を託された者たち。銀河、キョウヤ、竜牙、クリス、ケンタが該当する。新たに飛来した星の欠片が宿った、地球の織りなす四季の星座にちなんだベイを使用する。この時代に生き、自分たちの未来を選択することが四季のベイを持つレジェンドブレーダーの役目だとされる。四季のレジェンドブレーダーの心が1つになったとき、ネメシスを封じる「ゼウスの結界」が発動される。

登竜門（とうりゅうもん）
中国で行われるブレーダー最強を競うタッグトーナメント大会。1回戦は大黄河スタジアム、2回戦は黄土高原に造られたシルトスタジアム、準決勝は天空スタジアム、決勝戦はスタジアムの中に壁が迷路のように立ちはだかる赤壁スタジアムが舞台となる。決勝戦が行われる仙源寺（せんげんじ）武闘場はベイ林寺、ベイ極拳、白鶴ベイなど中国ベイ術すべての源流、発祥の地と呼ばれる。
スフィア360（スフィアスリーシックスゼロ）
アメリカで行われるNASAとロシア宇宙局が共同で開発した特殊スタジアムの完成記念を兼ねた大会。A、Bブロックを10人ずつによるバトルロイヤルで戦い、各ブロックごとに勝ち残った3人ずつが決勝に進める。巨大なボール型スタジアムは360度どこからでも攻撃が可能で、ベイ本体の回転にスタジアムを旋廻する遠心力が加わって攻撃力が増す。出口なしスタジアムアウトなしの完全決着ルールとなっている。
ミストマウンテン
アフリカにある一年中霧で覆われた山。かつてベイで栄えた文明の遺跡があり、侵入者を防ぐ迷路のため別名「帰らずの山」と呼ばれる。山頂には古代の天文台として使用されたストーンヘンジがあり、その奥の神殿には遺跡の守護者デュナミスが存在する。
ベイスター島（ベイスターとう）
かつて海洋民族が築いたといわれるモベイ文明発祥の地で、巨大なモベイ像が有名。この島でWBBAによるベイスター島チャンピオンシップが行われる。山の頂上をゴールとし、所々に設置されたスタジアムにブレーダーがたどり着いた時点でバトルを開始して、勝った1人だけが先に進めるルールになっている。最も早く頂上にたどり着いた2名で決勝バトルが行われる。優勝商品は黄金の実物大モベイ像トロフィー。
ベイバンバ渓谷（ベイバンバけいこく）
キョウヤが訪れた山岳地帯。近頃、悪さをして食料を奪い村人を困らせるモンスターが住んでいると噂されるが実際は遺跡にただ一人住んでいる人一倍の恥ずかしがりやの少年ティティだった。
マヤ文明の遺跡（マヤぶんめいのいせき）
メキシコ南東部にある古代遺跡でプルートの本拠地。ネメシスはこの地に眠り、ハデスの末裔であるプルートがその存在に気付くのを待っていた。ここで破壊神復活の儀式が行われ、星の欠片の力を集めることでプロトネメシスが復活し、さらにレジェンドブレーダー同士の戦いで発生したエネルギーを取り込むことでディアブロネメシスとして完全覚醒する。
失われた王国（うしなわれたおうこく）
ネメシスの使い手ラゴウが太平洋から浮上させた海底神殿。ハデス王が太古の昔に領土の一部を海底深く沈めたもので、ネメシスと共に現代の世界に蘇り、世界を滅ぼした後に新たな理想の王国を築くための拠点でもある。
ベイバトルポイント
漫画版で登場。WBBAが全ブレーダーの過去の戦績を数値化したもので、ベイバトルポイントの上位64人がアルティメットブレーダーズに参加できる。1ベイバトルポイントは平均的なブレーダー1人分の力とされている。
ベイブレード発祥の地（ベイブレードはっしょうのち）
漫画版で登場。ネメシスを封じるための最終決戦転技の眠る地。銀河は代々ベイブレードを見守ってきた一族の少年ティティにここへ連れられ、正宗と共にティティの神殿で神の試練に挑み、暗闇の中での孤独な戦いで仲間たちの心の存在を感じ取ることで最終決戦転技「コズミックノヴァ」を身につける。
竜の一族（りゅうのいちぞく）
漫画版で登場。遠い昔に存在したブレーダーの王族。竜牙と竜斗は一族の数少ない生き残りで、竜斗は世界各地に眠る竜の一族にまつわる宝を集めている。
バーストシステム
漫画版の特別読み切り編『ソウルバースト』で登場。ネメシスクライシスの後、ベイの過剰な暴走とそれによる破壊を防ぐために、WBBAが導入したシステム。流星は、4Dベイのバージョンアップと説明している。

## スタッフ
第1シーズンのアニメーション制作はタツノコプロだが、前シリーズと同じく実質はSynergySPがメインで制作している。
- 企画 - 鈴木大三、佐上靖之、池田哲也
- 原作 - 足立たかふみ
- シリーズ原案 - 村上孝雄、平雄一郎・斉藤伸一（1）→石本隆史・國政修（爆・4D）
- 監督 - 杉島邦久
- シリーズ構成 - 長谷川勝己
- キャラクターデザイン - 長森佳容
- メカニックデザイン - 伊東英樹
- 美術設計 - 吉原一輔
- 美術監督 - 本多敬
- 色彩設計 - 平出真弓（1）→ 長尾朱美（爆・4D）
- CG監督 - 矢山健太郎→ サトウユーゾー→塩野英光（爆）→ 田中康隆（4D）
- 撮影監督 - 入部章（1）→ 関谷能弘（爆）→ 石塚恵子（4D）
- 編集 - 小野寺桂子
- 音響監督 - 松岡裕紀
- 音楽 - Neil Parfitt、Scott Bucsis（爆・4D）
- アニメーションプロデューサー - 三浦俊一郎
- アソシエイトプロデューサー - 戸田美也子、石井宏一、横溝昌司
- プロデューサー - 青木真美子、吉多奈央（1）→紅谷佳和（爆・4D）
- アニメーション制作協力 - 小学館集英社プロダクション、SynergySP（1）
- アニメーション制作 - タツノコプロ（1）→ SynergySP（爆・4D）
- 製作 - テレビ東京、d-rights

## 主題歌
メタルファイト ベイブレード
オープニングテーマ「メタルファイト ベイブレード」（1話 - 51話）
作詞・作曲 - Martin Kucaj / 訳詞 - 成田賢 / 唄 - YU+KI（ZAIN RECORDS）
エンディングテーマ「Boys〜光り輝く明日へ〜」（1話 - 50話）
作詞 - MASH / 作曲 - MASH・嶽志 / 唄 - MASH（エイベックス・エンタテインメント）

メタルファイト ベイブレード 爆
オープニングテーマ「ギャラクシーハート」（53話 - 102話）
作詞 - Reona / 作曲 - 木下浩二 / 編曲 - 鈴木啓 / 唄 - YU+KI（ZAIN RECORDS）
オープニングテーマ「SPINNING THE WORLD」（70話 - 77話）※TV放送時のみ
作詞 - NARISU-K / 作曲 - HIRO&KENNY / 唄 - Noa
エンディングテーマ「大空を越えてゆけ」（52話 - 102話）
作詞 - 土屋文彦、戎谷俊太 / 作曲・編曲 - 戎谷俊太 / 歌 - 踊り場ソウル（キティ）

メタルファイト ベイブレード 4D
オープニングテーマ「心の勇気」（104話 - 154話）
作詞・作曲 - YU+KI / 編曲 - DNA.pro / 歌 - YU+KI（ランティス）
エンディングテーマ「Destiny」（103話 - 154話）
作詞・作曲 - YU+KI / 編曲 - DNA.pro / 歌 - 唐澤有弥 feat.YU+KI（ベルウッドレコード）

## 各話リスト
タイトルコールは鋼銀河役の金田アキが担当した（シリーズ共通）。

### メタルファイト ベイブレード
| 話数 | サブタイトル                      | 脚本                        | 絵コンテ         | 演出              | 作画監督                            | タイトルカード                | 放送日         | 収録DVD                     |
| ---- | --------------------------------- | --------------------------- | ---------------- | ----------------- | ----------------------------------- | ----------------------------- | -------------- | --------------------------- |
| 1    | 舞い降りた天馬!                   | 長谷川勝己                  | 杉島邦久         | 小高義規          | 中島渚                              | ストームペガシス              | 2009年 4月5日  | Vol.01                      |
| 2    | 獅子の牙!                         | 長谷川勝己                  | 杉島邦久         | 斉藤啓也          | Lee Jeon Jong Kim Dae Hoon          | ロックレオーネ                | 4月12日        | Vol.01                      |
| 3    | 狼の野望!                         | 長谷川勝己                  | 川口敬一郎       | 中智仁            | 馬場竜一                            | ダークヴォルフ                | 4月19日        | Vol.01                      |
| 4    | 突進!牡牛パワー!                  | あみやまさはる              | ワタナベシンイチ | 橋口洋介          | 藤井瞳 外谷章                       | ダークブル                    | 4月26日        | Vol.01                      |
| 5    | 復讐のキャンサー                  | ふでやすかずゆき            | 斉藤啓也         | 高橋成世          | Lee Jeon Jong Kim Dae Hoon          | マッドキャンサー              | 5月3日         | Vol.02                      |
| 6    | アクアリオの挑戦                  | 山田光洋                    | まついひとゆき   | 綿田慎也          | 高橋敦子 内野明雄                   | ウインドアクアリオ            | 5月10日        | Vol.02                      |
| 7    | 必殺転技だ!サジタリオ             | 長谷川勝己                  | ワタナベシンイチ | 小高義規          | 中島渚                              | フレイムサジタリオ            | 5月17日        | Vol.02                      |
| 8    | メルシーの危険な罠                | 花田十輝                    | 斉藤啓也         | 斉藤啓也          | Lee Jeon Jong Kim Dae Hoon          | ロックレオーネ                | 5月24日        | Vol.02                      |
| 9    | 獅子王の逆襲                      | あみやまさはる              | 川口敬一郎       | 中智仁            | 馬場竜一                            | ロックレオーネ                | 5月31日        | Vol.03                      |
| 10   | 激闘!銀河VSキョウヤ               | ふでやすかずゆき            | 細川ヒデキ       | 橋口洋介          | 藤井瞳 外谷章                       | ロックレオーネ                | 6月7日         | Vol.03                      |
| 11   | 狼を追え!                         | 長谷川勝己                  | まついひとゆき   | 斉藤啓也          | 中島渚                              | ストームペガシス              | 6月14日        | Vol.03                      |
| 12   | 潜入!ダークネビュラの城           | 山田光洋 長谷川勝己         | 川口敬一郎       | 雄谷将仁          | 丸英男 高橋敦子                     | ダークヴォルフ                | 6月21日        | Vol.03                      |
| 13   | 竜皇、覚醒!                       | 長谷川勝己                  | 杉島邦久         | 小高義規          | 長森佳容                            | ライトニングエルドラゴ        | 6月28日        | Vol.04                      |
| 14   | 流星の記憶                        | 花田十輝                    | こでらかつゆき   | 中智仁            | 馬場竜一                            | ストームペガシス              | 7月5日         | Vol.04                      |
| 15   | 謎の氷魔                          | あみやまさはる              | ワタナベシンイチ | 橋口洋介          | 伊藤祐次                            | クレイアリエス                | 7月12日        | Vol.04                      |
| 16   | 華麗なるアリエス                  | ふでやすかずゆき            | 南雲義昭         | 町谷俊輔          | 飯飼一幸                            | クレイアリエス                | 7月19日        | Vol.04                      |
| 17   | 白銀の天馬!                       | 高山治郎                    | まついひとゆき   | ハヤシエースケ    | いいずみとしおみ 河野紘一郎         | ストームペガシス              | 7月26日        | Vol.05                      |
| 18   | 緑の地獄                          | 鈴木雅詞                    | 川口敬一郎       | 布施康之          | 内野明雄 高橋敦子                   | ストームペガシス              | 8月2日         | Vol.05                      |
| 19   | タッグバトルを攻略せよ!           | あみやまさはる              | ワタナベシンイチ | 小高義規 斉藤啓也 | 中島渚                              | フレイムサジタリオ ダークブル | 8月9日         | Vol.05                      |
| 20   | 開幕!サバイバルバトル             | ふでやすかずゆき            | こでらかつゆき   | 鹿島典夫          | 福島豊明 窪敏                       | ストームペガシス              | 8月16日        | Vol.05                      |
| 21   | 孤島の戦士たち                    | 高山治郎                    | ワタナベシンイチ | 中智仁            | 馬場竜一                            | フレイムリブラ                | 8月23日        | Vol.06                      |
| 22   | 戦慄のリブラ                      | 鈴木雅詞 長谷川勝己         | こでらかつゆき   | 橋口洋介          | 伊藤裕次 橋立佳奈 出野喜則          | フレイムリブラ                | 8月30日        | Vol.06                      |
| 23   | バトルブレーダーズへの道          | 長谷川勝己                  | 中村憲由         | 町谷俊輔          | 飯飼一幸                            | ライトニングエルドラゴ        | 9月6日         | Vol.06                      |
| 24   | 美しき鷲                          | ふでやすかずゆき            | まついひとゆき   | 木村寛            | いいずみとしおみ 河野紘一郎         | アースアクイラ                | 9月13日        | バトルブレーダーズ編 Vol.01 |
| 25   | 狙撃手カプリコーネ                | あみやまさはる              | ワタナベシンイチ | 布施康之          | 高橋敦子 内野明雄                   | ストームカプリコーネ          | 9月20日        | バトルブレーダーズ編 Vol.01 |
| 26   | 闇に舞う翼                        | 高山治郎                    | こでらかつゆき   | 小高義規 斉藤啓也 | 中島渚                              | アースアクイラ                | 9月27日        | バトルブレーダーズ編 Vol.01 |
| 27   | 乱入!チャレンジマッチ             | 鈴木雅詞                    | 中村憲由         | 雄谷将仁          | 福島豊明 水口桂                     | フレイムリブラ                | 10月4日        | バトルブレーダーズ編 Vol.01 |
| 28   | ダークキャンサーのカニカニ大作戦! | ふでやすかずゆき            | ワタナベシンイチ | 中智仁            | 馬場竜一                            | ダークキャンサー              | 10月11日       | バトルブレーダーズ編 Vol.02 |
| 29   | ケンタと宇宙                      | 長谷川勝己                  | NaNaKo           | 橋口洋介          | 伊藤裕次 橋立佳奈 出野喜則 橋口隼人 | サイバーペガシス              | 10月18日       | バトルブレーダーズ編 Vol.02 |
| 30   | 妖しきパイシーズ                  | 鈴木雅詞                    | 中村憲由         | 町谷俊輔          | 飯飼一幸                            | サーマルパイシーズ            | 10月25日       | バトルブレーダーズ編 Vol.02 |
| 31   | 双子のジェミオス                  | 吉村清子                    | まついひとゆき   | 木村寛            | 吉田肇 飯泉俊臣                     | キラージェミオス              | 11月1日        | バトルブレーダーズ編 Vol.02 |
| 32   | 嵐のバトルロイヤル                | あみやまさはる              | こでらかつゆき   | 布施康之          | 高橋敦子 内野明雄                   | ストームペガシス              | 11月8日        | バトルブレーダーズ編 Vol.03 |
| 33   | 不死鳥の誓い                      | 高山治郎                    | こでらかつゆき   | 小高義規 斉藤啓也 | 中島渚                              | バーンフェニックス            | 11月15日       | バトルブレーダーズ編 Vol.03 |
| 34   | 輝け乙女!                         | ふでやすかずゆき            | 杉島邦久         | 中智仁            | 馬場竜一                            | アースビルゴ                  | 11月22日       | バトルブレーダーズ編 Vol.03 |
| 35   | エルドラゴ始動                    | 長谷川勝己                  | NaNaKo           | 橋口洋介          | 伊藤裕次 出野喜則 橋口隼人          | ライトニングエルドラゴ        | 11月29日       | バトルブレーダーズ編 Vol.03 |
| 36   | 引き裂かれた翼                    | 鈴木雅詞 長谷川勝己         | 中村憲由         | 町谷俊輔          | 飯飼一幸                            | アースアクイラ                | 12月6日        | バトルブレーダーズ編 Vol.04 |
| 37   | 猛毒エスコルピオ                  | 吉村清子                    | こでらかつゆき   | 木村寛            | 吉田肇 飯泉俊臣                     | ロックエスコルピオ            | 12月13日       | バトルブレーダーズ編 Vol.04 |
| 38   | 走れ!銀河                         | あみやまさはる              | まついひとゆき   | 布施康之          | 内野明雄 高橋敦子                   | ストームペガシス              | 12月20日       | バトルブレーダーズ編 Vol.04 |
| 39   | 激突!不死鳥VS天馬                 | 長谷川勝己                  | NaNaKo           | 小高義規 斉藤啓也 | 中島渚                              | ストームペガシス              | 12月27日       | バトルブレーダーズ編 Vol.04 |
| 40   | GO!バトルブレーダーズ!            | ふでやすかずゆき 長谷川勝己 | こでらかつゆき   | 中智仁            | 馬場竜一                            | ストームペガシス              | 2010年 1月10日 | バトルブレーダーズ編 Vol.05 |
| 41   | サーペントの恐怖                  | 吉村清子                    | 中村憲由         | 登坂晋            | 山口飛鳥 山本道隆                   | ポイズンサーペント            | 1月17日        | バトルブレーダーズ編 Vol.05 |
| 42   | ドラゴンの制裁                    | 高山治郎                    | まついひとゆき   | 橋口洋介          | 伊藤裕次 出野喜則 橋口隼人          | ライトニングエルドラゴ        | 1月24日        | バトルブレーダーズ編 Vol.05 |
| 43   | 仕組まれた対戦                    | 鈴木雅詞                    | 川口敬一郎       | 町谷俊輔          | 飯飼一幸                            | ダークブル                    | 1月31日        | バトルブレーダーズ編 Vol.05 |
| 44   | 託された想い                      | あみやまさはる              | 中村憲由         | 布施康之          | 高橋敦子 内野明雄                   | フレイムサジタリオ            | 2月7日         | バトルブレーダーズ編 Vol.06 |
| 45   | 逆襲のアクイラ                    | 長谷川勝己                  | NaNaKo           | 小高義規 斉藤啓也 | 中島渚                              | アースアクイラ                | 2月14日        | バトルブレーダーズ編 Vol.06 |
| 46   | 消えたリブラ                      | 吉村清子                    | こでらかつゆき   | 中智仁            | 馬場竜一                            | ダークヴォルフ                | 2月21日        | バトルブレーダーズ編 Vol.06 |
| 47   | 鋼の絆                            | ふでやすかずゆき            | 中村憲由         | 登坂晋            | 藤原未来夫 宮崎修司                 | ストームペガシス              | 2月28日        | バトルブレーダーズ編 Vol.06 |
| 48   | 光と闇の真実                      | 長谷川勝己                  | NaNaKo           | 橋口洋介          | 伊藤裕次 出野喜則                   | ストームペガシス              | 3月7日         | バトルブレーダーズ編 Vol.07 |
| 49   | 激戦!獅子対竜                     | 高山治郎                    | 中村憲由         | 藤本義孝          | 飯飼一幸                            | ロックレオーネ                | 3月14日        | バトルブレーダーズ編 Vol.07 |
| 50   | 怒りの最終決戦                    | 長谷川勝己                  | ワタナベシンイチ | 布施康之          | 高橋敦子 内野明雄                   | ライトニングエルドラゴ        | 3月21日        | バトルブレーダーズ編 Vol.07 |
| 51   | ブレーダーの心                    | 長谷川勝己                  | 杉島邦久         | 小高義規 斉藤啓也 | 中島渚 吉田肇                       | ストームペガシス              | 3月28日        | バトルブレーダーズ編 Vol.07 |

### メタルファイト ベイブレード 爆
※ カッコ内は『爆』としての話数。
| 話数      | サブタイトル               | 脚本                | 絵コンテ       | 演出              | 作画監督                     | タイトルカード                                        | 放送日        | 収録DVD |
| --------- | -------------------------- | ------------------- | -------------- | ----------------- | ---------------------------- | ----------------------------------------------------- | ------------- | ------- |
| 52（1）   | 伝説を求めて               | 鈴木雅詞            | こでらかつゆき | 緒方隆秀          | 小野田貴之                   | ギャラクシーペガシス （シルエット）                   | 2010年 4月4日 | Vol.01  |
| 53（2）   | 不屈の一角獣               | 久保田雅史          | 中村憲由       | 登坂晋            | 飯飼一幸 牧内ももこ          | レイユニコルノ                                        | 4月11日       | Vol.01  |
| 54（3）   | 新たなる挑戦               | 千葉克彦            | こでらかつゆき | 樋口洋介          | 伊藤裕次 出野喜則 外谷章     | サーマルラチェルタ                                    | 4月18日       | Vol.01  |
| 55（4）   | 世界への切符               | あみやまさはる      | 中村憲由       | 町谷俊輔          | 飯飼一幸                     | フレイムリブラ                                        | 4月25日       | Vol.01  |
| 56（5）   | 決戦!レオーネVSアクイラ    | 新間一彰 長谷川勝己 | 藤本義孝       | 布施康之          | 内野明雄 酒井孝裕 横松雄馬   | ロックレオーネ                                        | 5月2日        | Vol.02  |
| 57（6）   | 翔け、世界へ!              | ふでやすかずゆき    | まついひとゆき | 松本マサユキ      | 中島渚                       | アースアクイラ                                        | 5月9日        | Vol.02  |
| 58（7）   | 天空のベイ林寺             | 久保田雅史          | こでらかつゆき | 緒方隆秀          | 小野田貴之                   | ロックギラフ                                          | 5月16日       | Vol.02  |
| 59（8）   | 第三の男                   | 千葉克彦            | 中村憲由       | 登坂晋            | 牧内ももこ 山口飛鳥          | ビルゴ（初期型）                                      | 5月23日       | Vol.02  |
| 60（9）   | 開幕!世界大会              | 鈴木雅詞            | こでらかつゆき | 樋口洋介          | 伊藤裕次 出野喜則 外谷章     | レイユニコルノ                                        | 5月30日       | Vol.03  |
| 61（10）  | ラチェルタの意地           | 長谷川勝己          | 中村憲由       | 町谷俊輔          | 飯飼一幸                     | サーマルラチェルタ                                    | 6月6日        | Vol.03  |
| 62（11）  | 四千年の奥義               | 山口隆司            | こでらかつゆき | 布施康之          | 内野明雄 横松雄馬 酒井孝裕   | ロックギラフ                                          | 6月13日       | Vol.03  |
| 63（12）  | 勇者の名を持つベイ         | 久保田雅史          | まついひとゆき | 松本マサユキ      | 中島渚                       | グラビティペルセウス                                  | 6月20日       | Vol.03  |
| 64（13）  | 極寒の地ロシア             | ふでやすかずゆき    | こでらかつゆき | 緒方隆秀          | 小野田貴之                   | バーンヴォルフ                                        | 6月27日       | Vol.04  |
| 65（14）  | 壮絶!金網デスマッチ!       | あみやまさはる      | 中村憲由       | 登坂晋            | 牧内ももこ 山口飛鳥          | ロックオルソ                                          | 7月4日        | Vol.04  |
| 66（15）  | リブラ出陣!                | 千葉克彦            | こでらかつゆき | 樋口洋介          | 伊藤裕次 出野喜則 外谷章     | フレイムリブラ                                        | 7月11日       | Vol.04  |
| 67（16）  | 戦士の祭典                 | 鈴木雅詞            | 中村憲由       | 町谷俊輔          | 飯飼一幸                     | グランドケトス                                        | 7月18日       | Vol.04  |
| 68（17）  | 再会!王虎衆                | ふでやすかずゆき    | こでらかつゆき | 佐藤清光          | 内野明雄 酒井孝裕 横松雄馬   | ロックギラフ                                          | 7月25日       | Vol.05  |
| 69（18）  | 灼熱の獅子                 | 久保田雅史          | まついひとゆき | 松本マサユキ      | 中島渚                       | ロックレオーネ                                        | 8月1日        | Vol.05  |
| 70（19）  | 衝撃のワイルドファング     | 長谷川勝己          | こでらかつゆき | 緒方隆秀          | 小野田貴之                   | ロックレオーネ                                        | 8月8日        | Vol.05  |
| 71（20）  | 天空の神VS一角獣           | あみやまさはる      | 中村憲由       | 星野真            | 山口飛鳥 牧内ももこ          | レイユニコルノ                                        | 8月15日       | Vol.05  |
| 72（21）  | 永遠の好敵手               | 千葉克彦            | こでらかつゆき | 樋口洋介          | 伊藤裕次 出野喜則 外谷章     | ロックレオーネ ギャラクシーペガシス                   | 8月22日       | Vol.06  |
| 73（22）  | 崖っぷちの第三試合         | 長谷川勝己 山口隆司 | 中村憲由       | 町谷俊輔          | 飯飼一幸                     | アースアクイラ                                        | 8月29日       | Vol.06  |
| 74（23）  | 死闘の果て!                | 長谷川勝己 鈴木雅詞 | こでらかつゆき | 佐藤清光          | 内野明雄 横松雄馬 酒井孝裕   | レイユニコルノ                                        | 9月5日        | Vol.06  |
| 75（24）  | 忍びよる闇                 | ふでやすかずゆき    | まついひとゆき | 鈴木孝聡          | 中島渚                       | アースアクイラ                                        | 9月12日       | Vol.06  |
| 76（25）  | 破壊の斧                   | 久保田雅史          | こでらかつゆき | 緒方隆秀          | 小野田貴之                   | グランドカプリコーネ                                  | 9月19日       | Vol.07  |
| 77（26）  | 竜皇、再び                 | 長谷川勝己          | まついひとゆき | 樋口洋介          | 伊藤裕次 出野喜則 外谷章     | メテオエルドラゴ                                      | 9月26日       | Vol.07  |
| 78（27）  | 限界を越えろ!              | あみやまさはる      | 中村憲由       | 登坂晋            | 山口飛鳥 牧内ももこ          | レイユニコルノ                                        | 10月3日       | Vol.07  |
| 79（28）  | 暗黒鷲                     | 長谷川勝己          | こでらかつゆき | 平尾みほ 小高義規 | 中島渚                       | アースアクイラ                                        | 10月10日      | Vol.07  |
| 80（29）  | グラビティペルセウス       | 長谷川勝己 鈴木雅詞 | まついひとゆき | 佐藤清光          | 内野明雄 横松雄馬 酒井孝裕   | グラビティペルセウス                                  | 10月17日      | Vol.08  |
| 81（30）  | 白昼のストリートバトル     | 千葉克彦            | こでらかつゆき | 鈴木孝聡          | 今野幸一 高橋克之            | フレイムリブラ                                        | 10月24日      | Vol.08  |
| 82（31）  | ブラジリアントラップ       | ふでやすかずゆき    | まついひとゆき | 緒方隆秀          | 小野田貴之                   | レイキャンサー                                        | 10月31日      | Vol.08  |
| 83（32）  | 爆闘!トルネードバトル      | 久保田雅史          | こでらかつゆき | 樋口洋介          | 伊藤裕次 出野喜則 外谷章     | トルネードヘラクレオ                                  | 11月7日       | Vol.08  |
| 84（33）  | 激走!レイギル              | 長谷川勝己          | 中村憲由       | 中村憲由 小田嶋俊 | 牧内ももこ 飯飼一幸 山口飛鳥 | レイギル                                              | 11月14日      | Vol.09  |
| 85（34）  | 友の名はゼオ               | あみやまさはる      | まついひとゆき | 齋藤啓也 小高義規 | 中島渚                       | レイユニコルノ                                        | 11月21日      | Vol.09  |
| 86（35）  | 合言葉はNO.1               | 千葉克彦            | こでらかつゆき | 佐藤清光          | 内野明雄 酒井孝裕 横松雄馬   | レイユニコルノ                                        | 11月28日      | Vol.09  |
| 87（36）  | 動き始めた陰謀             | 長谷川勝己          | まついひとゆき | 鈴木孝聡          | 今野幸一 高橋克之            | メテオエルドラゴ                                      | 12月5日       | Vol.09  |
| 88（37）  | 運命の羅針盤               | 長谷川勝己          | こでらかつゆき | 緒方隆秀          | 小野田貴之 天崎まなむ        | フレイムビクシス                                      | 12月12日      | Vol.10  |
| 89（38）  | 凶気の孔雀                 | 鈴木雅詞 長谷川勝己 | まついひとゆき | 樋口洋介          | 外谷章 出野喜則 橋口隼人     | キラービフォール                                      | 12月19日      | Vol.10  |
| 90（39）  | 地獄の番犬                 | 久保田雅史          | 中村憲由       | 登坂晋            | 牧内ももこ 山口飛鳥          | ヘルケルベクス                                        | 12月26日      | Vol.10  |
| 91（40）  | 白熱のDJバトル!?           | ふでやすかずゆき    | まついひとゆき | 齋藤啓也 小高義規 | 中島渚                       | ロックアリエス（WBBA仕様） アースアクイラ（WBBA仕様） | 2011年 1月9日 | Vol.10  |
| 92（41）  | ファイナル・カウントダウン | 千葉克彦            | こでらかつゆき | 佐藤清光          | 酒井孝裕 横松雄馬            | レイユニコルノ                                        | 1月16日       | Vol.11  |
| 93（42）  | 竜皇、降臨                 | あみやまさはる      | まついひとゆき | 鈴木孝聡          | 今野幸一 高橋克之            | メテオエルドラゴ                                      | 1月23日       | Vol.11  |
| 94（43）  | 魂のラストバトル           | 長谷川勝己          | こでらかつゆき | 緒方隆秀          | 小野田貴之 天崎まなむ        | ヘルケルベクス                                        | 1月30日       | Vol.11  |
| 95（44）  | 決着!銀河VSダミアン        | 長谷川勝己          | まついひとゆき | 樋口洋介          | 伊藤裕次 出野喜則 外谷章     | ギャラクシーペガシス                                  | 2月6日        | Vol.11  |
| 96（45）  | 驚異のスパイラルフォース   | 久保田雅史          | 中村憲由       | 登坂晋            | 牧内ももこ 山口飛鳥          | スクリューカプリコーネ                                | 2月13日       | Vol.12  |
| 97（46）  | 突入!ハデスシティ          | ふでやすかずゆき    | こでらかつゆき | 齋藤啓也 小高義規 | 中島渚                       | ウインドアクアリオ                                    | 2月20日       | Vol.12  |
| 98（47）  | 堕ちた皇帝                 | 鈴木雅詞            | まついひとゆき | 佐藤清光          | 酒井孝裕 横松雄馬            | グラビティペルセウス                                  | 2月27日       | Vol.12  |
| 99（48）  | ビフォールの罠             | 千葉克彦            | こでらかつゆき | 鈴木孝聡          | 今野幸一 高橋克之            | キラービフォール                                      | 3月6日        | Vol.12  |
| 100（49） | 放たれた野獣               | あみやまさはる      | まついひとゆき | 緒方隆秀          | 小野田貴之 天崎まなむ        | ロックレオーネ                                        | 3月13日       | Vol.13  |
| 101（50） | 暴走!ホロギウム            | 長谷川勝己          | こでらかつゆき | 樋口洋介          | 出野喜則 伊藤裕次 橋口隼人   | レイユニコルノ                                        | 3月20日       | Vol.13  |
| 102（51） | ギャラクシーハート         | 長谷川勝己          | 杉島邦久       | 齋藤啓也 小高義規 | 中島渚                       | ギャラクシーペガシス                                  | 3月27日       | Vol.13  |

### メタルファイト ベイブレード 4D
※ カッコ内は『4D』としての話数。129話以降のTVオンエアは1話15分となり、DVDでは2話分を1話30分形式にして収録（動画配信版も同様）。サブタイトルは前半部分のものが使用されている。アニメ公式サイトおよびDVDパッケージでは通算全154話、動画配信では通算全141話という扱いになっている。
| 話数/DVDでの話数 | 話数/DVDでの話数 | サブタイトル                | 脚本             | 絵コンテ          | 演出              | 作画監督                            | タイトルカード                          | 放送日        | 収録DVD |
| ---------------- | ---------------- | --------------------------- | ---------------- | ----------------- | ----------------- | ----------------------------------- | --------------------------------------- | ------------- | ------- |
| 103（1）         | 103（1）         | 星の欠片                    | 長谷川勝己       | 中村憲由          | 登坂晋            | 牧内ももこ 山口飛鳥                 | ビッグバンペガシス （シルエット）       | 2011年 4月3日 | Vol.1   |
| 104（2）         | 104（2）         | レジェンドブレーダー        | 長谷川勝己       | まついひとゆき    | 町谷俊輔          | 長森佳容 佐藤秋子                   | ファングレオーネ                        | 4月10日       | Vol.1   |
| 105（3）         | 105（3）         | 怪猫リンクス                | 長谷川勝己       | こでらかつゆき    | 鈴木孝聡          | 今野幸一 高橋克之                   | ビートリンクス                          | 4月17日       | Vol.2   |
| 106（4）         | 106（4）         | エルドラゴデストロイ        | 長谷川勝己       | まついひとゆき    | 緒方隆秀          | 小野田貴之 天崎まなむ               | エルドラゴデストロイ                    | 4月24日       | Vol.2   |
| 107（5）         | 107（5）         | 覚醒!アヌビウス             | 長谷川勝己       | こでらかつゆき    | 藤本義孝          | 小和田良博 出野喜則 外谷章 伊藤裕次 | マーキュリーアヌビウス                  | 5月1日        | Vol.3   |
| 108（6）         | 108（6）         | 戦士の資格                  | 久保田雅史       | 杉島邦久 樋口洋介 | 小高義規 樋口洋介 | 中島渚                              | ビッグバンペガシス                      | 5月8日        | Vol.3   |
| 109（7）         | 109（7）         | ケンタの決意                | ふでやすかずゆき | 中村憲由          | 工藤寛顕          | 牧内ももこ 山口飛鳥                 | フレイムサジタリオ                      | 5月15日       | Vol.4   |
| 110（8）         | 110（8）         | 真紅の閃光                  | あみやまさはる   | まついひとゆき    | 町谷俊輔          | 長森佳容 佐藤秋子                   | ロックギラフ                            | 5月22日       | Vol.4   |
| 111（9）         | 111（9）         | 最強タッグ戦、登竜門        | 千葉克彦         | こでらかつゆき    | 鈴木孝聡          | 今野幸一 高橋克之                   | マーキュリーアヌビウス                  | 5月29日       | Vol.5   |
| 112（10）        | 112（10）        | 新たなる咆哮!               | ふでやすかずゆき | まついひとゆき    | 緒方隆秀          | 小野田貴之 天崎まなむ               | ファングレオーネ                        | 6月5日        | Vol.5   |
| 113（11）        | 113（11）        | ビッグバントルネード        | 久保田雅史       | こでらかつゆき    | 藤本義孝          | 飯飼一幸 出野喜則 橋口隼人          | ビッグバンペガシス                      | 6月12日       | Vol.6   |
| 114（12）        | 114（12）        | 土星神クロノス              | 長谷川勝己       | まついひとゆき    | 小高義規 樋口洋介 | 中島渚                              | サイズクロノス                          | 6月19日       | Vol.6   |
| 115（13）        | 115（13）        | 対決!バベルの塔             | 長谷川勝己       | 中村憲由          | 工藤寛顕          | 牧内ももこ 山口飛鳥                 | アースアクイラ                          | 6月26日       | Vol.7   |
| 116（14）        | 116（14）        | 新生!チーム・ダンジョン     | 長谷川勝己       | 杉島邦久          | 町谷俊輔          | 長森佳容 佐藤秋子                   | スクリューレイラー スクリューフォックス | 7月3日        | Vol.7   |
| 117（15）        | 117（15）        | スフィア360                 | あみやまさはる   | こでらかつゆき    | 鈴木孝聡          | 今野幸一 高橋克之                   | レイギル                                | 7月10日       | Vol.8   |
| 118（16）        | 118（16）        | 完成!新ユニコルノ           | 千葉克彦         | まついひとゆき    | 緒方隆秀          | 小野田貴之 天崎まなむ               | ブリッツユニコルノ                      | 7月17日       | Vol.8   |
| 119（17）        | 119（17）        | オレさまこそがチャンピオン! | ふでやすかずゆき | こでらかつゆき    | 藤本義孝          | 出野喜則 橋口隼人 飯飼一幸          | ヴァリアレス                            | 7月24日       | Vol.9   |
| 120（18）        | 120（18）        | ミストマウンテンの迷宮      | 久保田雅史       | まついひとゆき    | 萩原露光          | 羽野広範                            | オメガドラゴニス                        | 7月31日       | Vol.9   |
| 121（19）        | 121（19）        | 獅子のプライド              | 千葉克彦         | 中村憲由          | 工藤寛顕          | 牧内ももこ 山口飛鳥                 | ファングレオーネ                        | 8月7日        | Vol.10  |
| 122（20）        | 122（20）        | 神殿の守護者デュナミス      | あみやまさはる   | こでらかつゆき    | 町谷俊輔          | 佐藤秋子 菊池陽介                   | ジェイドジュピター                      | 8月14日       | Vol.10  |
| 123（21）        | 123（21）        | ネメシス、復活の伝説        | 長谷川勝己       | 杉島邦久          | 鈴木孝聡          | 今野幸一 高橋克之                   | ファングレオーネ                        | 8月21日       | Vol.11  |
| 124（22）        | 124（22）        | 四季の戦士                  | 長谷川勝己       | まついひとゆき    | 緒方隆秀          | 小野田貴之 天崎まなむ               | ブリッツユニコルノ                      | 8月28日       | Vol.11  |
| 125（23）        | 125（23）        | ベイスター島の戦い          | ふでやすかずゆき | こでらかつゆき    | 藤本義孝          | 飯飼一幸 橋口隼人 出野喜則          | ブリッツユニコルノ                      | 9月4日        | Vol.12  |
| 126（24）        | 126（24）        | 激烈!二大バトル             | 久保田雅史       | まついひとゆき    | 清水明            | 羽野広範 都竹隆治                   | フレイムサジタリオ                      | 9月11日       | Vol.12  |
| 127（25）        | 127（25）        | 姿なき対戦者                | あみやまさはる   | 中村憲由          | 工藤寛顕          | 牧内ももこ 山口飛鳥                 | ブリッツユニコルノ                      | 9月18日       | Vol.13  |
| 128（26）        | 128（26）        | オリオンの行方              | 長谷川勝己       | こでらかつゆき    | 町谷俊輔          | 菊池陽介 佐藤秋子                   | ファントムオリオン                      | 9月25日       | Vol.13  |
| 129（27）        | （27）           | 荒野を行く獅子              | ふでやすかずゆき | まついひとゆき    | 鈴木孝聡          | 今野幸一 飯飼一幸                   | ファングレオーネ                        | 10月2日       | Vol.14  |
| 130（28）        | （27）           | 怪物の正体                  | ふでやすかずゆき | まついひとゆき    | 鈴木孝聡          | 今野幸一 飯飼一幸                   | デスケツァルコアトル                    | 10月9日       | Vol.14  |
| 131（29）        | （28）           | 金星神ケツァルコアトル      | 長谷川勝己       | こでらかつゆき    | 藤本義孝          | 高橋克之 出野喜則                   | デスケツァルコアトル                    | 10月16日      | Vol.14  |
| 132（30）        | （28）           | ネメシスの鼓動              | 長谷川勝己       | こでらかつゆき    | 藤本義孝          | 高橋克之 出野喜則                   | ファングレオーネ                        | 10月23日      | Vol.14  |
| 133（31）        | （29）           | 破壊神、復活!?              | 長谷川勝己       | 中村憲由          | 工藤寛顕          | 山口飛鳥 牧内ももこ                 | プロトネメシス （シルエット）           | 10月30日      | Vol.15  |
| 134（32）        | （29）           | サジタリオの一撃            | 長谷川勝己       | 中村憲由          | 工藤寛顕          | 山口飛鳥 牧内ももこ                 | フレイムサジタリオ                      | 11月6日       | Vol.15  |
| 135（33）        | （30）           | 黒き太陽の申し子            | 長谷川勝己       | まついひとゆき    | 鈴木孝聡          | 今野幸一 出野喜則                   | プロトネメシス                          | 11月13日      | Vol.15  |
| 136（34）        | （30）           | ハデスの呪縛                | 長谷川勝己       | まついひとゆき    | 鈴木孝聡          | 今野幸一 出野喜則                   | ジェイドジュピター                      | 11月20日      | Vol.15  |
| 137（35）        | （31）           | 四つの心                    | 長谷川勝己       | こでらかつゆき    | 藤本義孝          | 高橋克之 飯飼一幸                   | ジェイドジュピター                      | 11月27日      | Vol.16  |
| 138（36）        | （31）           | 銀河VSクリス                | 長谷川勝己       | こでらかつゆき    | 藤本義孝          | 高橋克之 飯飼一幸                   | ファントムオリオン                      | 12月4日       | Vol.16  |
| 139（37）        | （32）           | 集結!レジェンドブレーダー   | 長谷川勝己       | 杉島邦久          | 工藤寛顕          | 山口飛鳥 牧内ももこ                 | ビッグバンペガシス                      | 12月11日      | Vol.16  |
| 140（38）        | （32）           | ゼウスの結界                | 長谷川勝己       | 杉島邦久          | 工藤寛顕          | 山口飛鳥 牧内ももこ                 | エルドラゴデストロイ                    | 12月18日      | Vol.16  |
| 141（39）        | （33）           | ディアブロネメシス          | 長谷川勝己       | まついひとゆき    | 鈴木孝聡          | 今野幸一 出野喜則                   | ディアブロネメシス                      | 12月25日      | Vol.17  |
| 142（40）        | （33）           | 星の絆                      | 長谷川勝己       | まついひとゆき    | 鈴木孝聡          | 今野幸一 出野喜則                   | サイズクロノス                          | 2012年 1月8日 | Vol.17  |
| 143（41）        | （34）           | 決戦の地へ                  | 長谷川勝己       | こでらかつゆき    | 藤本義孝          | 橋口隼人 高橋克之                   | ディアブロネメシス                      | 1月15日       | Vol.17  |
| 144（42）        | （34）           | 導かれし運命                | 長谷川勝己       | こでらかつゆき    | 藤本義孝          | 橋口隼人 高橋克之                   | サイズクロノス                          | 1月22日       | Vol.17  |
| 145（43）        | （35）           | 失われた王国                | 長谷川勝己       | 登坂晋            | 登坂晋            | 山口飛鳥 牧内ももこ                 | エルドラゴデストロイ                    | 1月29日       | Vol.18  |
| 146（44）        | （35）           | 破壊神VS竜皇                | 長谷川勝己       | 登坂晋            | 登坂晋            | 山口飛鳥 牧内ももこ                 | エルドラゴデストロイ                    | 2月5日        | Vol.18  |
| 147（45）        | （36）           | 欠けた四季の星座            | 長谷川勝己       | まついひとゆき    | 鈴木孝聡          | 今野幸一 飯飼一幸                   | エルドラゴデストロイ                    | 2月12日       | Vol.18  |
| 148（46）        | （36）           | 継がれし光                  | 長谷川勝己       | まついひとゆき    | 鈴木孝聡          | 今野幸一 飯飼一幸                   | エルドラゴデストロイ                    | 2月19日       | Vol.18  |
| 149（47）        | （37）           | フラッシュサジタリオ        | 長谷川勝己       | こでらかつゆき    | 藤本義孝          | 出野喜則 高橋克之                   | フラッシュサジタリオ                    | 2月26日       | Vol.19  |
| 150（48）        | （37）           | 執念の必殺転技              | 長谷川勝己       | こでらかつゆき    | 藤本義孝          | 出野喜則 高橋克之                   | フラッシュサジタリオ                    | 3月4日        | Vol.19  |
| 151（49）        | （38）           | ハデスの執念                | 長谷川勝己       | 中村憲由          | 奥野耕太          | 山口飛鳥 牧内ももこ                 | フュージョンハーデス                    | 3月11日       | Vol.19  |
| 152（50）        | （38）           | ラストバトル                | 長谷川勝己       | 中村憲由          | 奥野耕太          | 山口飛鳥 牧内ももこ                 | ディアブロネメシス                      | 3月18日       | Vol.19  |
| 153（51）        | （39）           | 希望の光                    | 長谷川勝己       | 杉島邦久          | 鈴木孝聡          | 今野幸一 飯飼一幸                   | ビッグバンペガシス                      | 3月25日       | Vol.19  |
| 154（52）        | （39）           | 未来へ                      | 長谷川勝己       | 杉島邦久          | 鈴木孝聡          | 今野幸一 飯飼一幸                   | ビッグバンペガシス                      | 4月1日        | Vol.19  |

## 放送局
『メタルファイト ベイブレード』は、福井テレビ・沖縄テレビ・チューリップテレビでも2010年8月に単発で放送された。
| 放送地域                       | 放送局                      | 放送期間                                               | 放送日時                                   | 放送系列                    | 備考                        |
| メタルファイト ベイブレード    | メタルファイト ベイブレード | メタルファイト ベイブレード                            | メタルファイト ベイブレード                | メタルファイト ベイブレード | メタルファイト ベイブレード |
| ------------------------------ | --------------------------- | ------------------------------------------------------ | ------------------------------------------ | --------------------------- | --------------------------- |
| 関東広域圏                     | テレビ東京                  | 2009年4月5日 - 2010年3月28日                           | 日曜 8:30 - 9:00                           | テレビ東京系列              | 製作局                      |
| 北海道                         | テレビ北海道                | 2009年4月5日 - 2010年3月28日                           | 日曜 8:30 - 9:00                           | テレビ東京系列              | 同時ネット                  |
| 愛知県                         | テレビ愛知                  | 2009年4月5日 - 2010年3月28日                           | 日曜 8:30 - 9:00                           | テレビ東京系列              | 同時ネット                  |
| 大阪府                         | テレビ大阪                  | 2009年4月5日 - 2010年3月28日                           | 日曜 8:30 - 9:00                           | テレビ東京系列              | 同時ネット                  |
| 岡山県・香川県                 | テレビせとうち              | 2009年4月5日 - 2010年3月28日                           | 日曜 8:30 - 9:00                           | テレビ東京系列              | 同時ネット                  |
| 福岡県                         | TVQ九州放送                 | 2009年4月5日 - 2010年3月28日                           | 日曜 8:30 - 9:00                           | テレビ東京系列              | 同時ネット                  |
| 奈良県                         | 奈良テレビ                  | 2009年4月16日 - 2010年4月15日                          | 木曜 19:00 - 19:30                         | 独立UHF局                   |                             |
| 新潟県                         | 新潟テレビ21                | 2010年1月10日 - 2011年1月9日                           | 日曜 6:00 - 6:30                           | テレビ朝日系列              |                             |
| 長野県                         | 長野朝日放送                | 2010年1月10日 - 2011年1月9日                           | 日曜 6:30 - 7:00                           | テレビ朝日系列              | [ 5 ]                       |
| 広島県                         | 広島ホームテレビ            | 2010年1月10日 - 4月4日 2010年4月10日 - 2011年1月15日   | 日曜 6:30 - 7:00 土曜 7:00 - 7:30          | テレビ朝日系列              |                             |
| 静岡県                         | テレビ静岡                  | 2010年1月14日 - 2011年1月6日                           | 木曜 16:53 - 17:24                         | フジテレビ系列              |                             |
| 青森県                         | 青森放送                    | 2010年6月21日 - 2011年7月11日                          | 月曜 16:20 - 16:50                         | 日本テレビ系列              |                             |
| 日本全域                       | AT-X                        | 2009年5月10日 - 2010年4月25日                          | 日曜 8:30 - 9:00                           | CS放送                      | リピート放送あり            |
| 日本全域                       | キッズステーション          | 2010年1月13日 - 2011年1月12日                          | 水曜 7:30 - 7:55                           | CS放送                      | リピート放送あり            |
| メタルファイト ベイブレード 爆 |                             |                                                        |                                            |                             |                             |
| 関東広域圏                     | テレビ東京                  | 2010年4月4日 - 2011年3月27日                           | 日曜 8:30 - 9:00                           | テレビ東京系列              | 製作局                      |
| 北海道                         | テレビ北海道                | 2010年4月4日 - 2011年3月27日                           | 日曜 8:30 - 9:00                           | テレビ東京系列              | 同時ネット                  |
| 愛知県                         | テレビ愛知                  | 2010年4月4日 - 2011年3月27日                           | 日曜 8:30 - 9:00                           | テレビ東京系列              | 同時ネット                  |
| 大阪府                         | テレビ大阪                  | 2010年4月4日 - 2011年3月27日                           | 日曜 8:30 - 9:00                           | テレビ東京系列              | 同時ネット                  |
| 岡山県・香川県                 | テレビせとうち              | 2010年4月4日 - 2011年3月27日                           | 日曜 8:30 - 9:00                           | テレビ東京系列              | 同時ネット                  |
| 福岡県                         | TVQ九州放送                 | 2010年4月4日 - 2011年3月27日                           | 日曜 8:30 - 9:00                           | テレビ東京系列              | 同時ネット                  |
| 岩手県                         | 岩手朝日テレビ              | 2010年4月11日 - 2011年3月27日 2011年4月2日 - 4月16日   | 日曜 6:30 - 7:00 土曜 6:00 - 6:30          | テレビ朝日系列              |                             |
| 鹿児島県                       | 鹿児島放送                  | 2010年4月17日 - 2011年4月16日                          | 土曜 6:30 - 7:00                           | テレビ朝日系列              |                             |
| 奈良県                         | 奈良テレビ                  | 2010年4月22日 - 2011年4月14日                          | 木曜 19:00 - 19:30                         | 独立UHF局                   |                             |
| 福島県                         | 福島放送                    | 2010年4月25日 - 2011年3月27日 2011年4月2日 - 4月23日   | 日曜 6:30 - 7:00 土曜 6:00 - 6:30          | テレビ朝日系列              |                             |
| 熊本県                         | 熊本朝日放送                | 2010年7月24日 - 2011年6月26日                          | 土曜 6:45 - 7:15                           | テレビ朝日系列              |                             |
| 山形県                         | 山形テレビ                  | 2010年8月22日 - 2011年3月27日 2011年4月2日 - 9月10日   | 日曜 6:00 - 6:30 土曜 6:00 - 6:30          | テレビ朝日系列              |                             |
| 静岡県                         | テレビ静岡                  | 2011年1月13日 - 9月29日 2011年10月3日 - 10月24日       | 木曜 16:53 - 17:24 月曜 - 金曜 4:30 - 5:00 | フジテレビ系列              |                             |
| 新潟県                         | 新潟テレビ21                | 2011年1月16日 - 3月27日 2011年4月2日 - 8月13日         | 日曜 6:00 - 6:30 土曜 6:00 - 6:30          | テレビ朝日系列              |                             |
| 長野県                         | 長野朝日放送                | 2011年1月16日 - 3月27日 2011年4月17日 - 9月4日         | 日曜 6:30 - 7:00 日曜 6:00 - 6:30          | テレビ朝日系列              | 95話（44話）で終了          |
| 広島県                         | 広島ホームテレビ            | 2011年1月22日 - 8月13日                                | 土曜 7:00 - 7:30                           | テレビ朝日系列              |                             |
| 日本全域                       | AT-X                        | 2010年5月2日 - 2011年4月17日                           | 日曜 8:30 - 9:00                           | CS放送                      | リピート放送あり            |
| 日本全域                       | キッズステーション          | 2011年1月19日 - 5月4日 2011年5月11日 - 6月29日         | 水曜 7:30 - 7:55 月曜 - 金曜 12:30 - 13:00 | CS放送                      | リピート放送あり            |
| メタルファイト ベイブレード 4D |                             |                                                        |                                            |                             |                             |
| 関東広域圏                     | テレビ東京                  | 2011年4月3日 - 9月25日 2011年10月2日 - 2012年4月1日    | 日曜 8:30 - 9:00 日曜 8:30 - 8:45          | テレビ東京系列              | 製作局                      |
| 北海道                         | テレビ北海道                | 2011年4月3日 - 9月25日 2011年10月2日 - 2012年4月1日    | 日曜 8:30 - 9:00 日曜 8:30 - 8:45          | テレビ東京系列              | 同時ネット                  |
| 愛知県                         | テレビ愛知                  | 2011年4月3日 - 9月25日 2011年10月2日 - 2012年4月1日    | 日曜 8:30 - 9:00 日曜 8:30 - 8:45          | テレビ東京系列              | 同時ネット                  |
| 大阪府                         | テレビ大阪                  | 2011年4月3日 - 9月25日 2011年10月2日 - 2012年4月1日    | 日曜 8:30 - 9:00 日曜 8:30 - 8:45          | テレビ東京系列              | 同時ネット                  |
| 岡山県・香川県                 | テレビせとうち              | 2011年4月3日 - 9月25日 2011年10月2日 - 2012年4月1日    | 日曜 8:30 - 9:00 日曜 8:30 - 8:45          | テレビ東京系列              | 同時ネット                  |
| 福岡県                         | TVQ九州放送                 | 2011年4月3日 - 9月25日 2011年10月2日 - 2012年4月1日    | 日曜 8:30 - 9:00 日曜 8:30 - 8:45          | テレビ東京系列              | 同時ネット                  |
| 奈良県                         | 奈良テレビ                  | 2011年4月21日 - 2012年4月28日                          | 土曜 8:45 - 8:59                           | 独立局                      |                             |
| 岩手県                         | 岩手朝日テレビ              | 2011年4月23日 - 10月29日 2011年11月5日 - 2012年5月5日  | 土曜 6:00 - 6:30 土曜 6:15 - 6:30          | テレビ朝日系列              |                             |
| 鹿児島県                       | 鹿児島放送                  | 2011年4月23日 - 11月5日 2011年11月12日 - 2012年5月12日 | 土曜 6:30 - 7:00 土曜 6:30 - 6:45          | テレビ朝日系列              |                             |
| 福島県                         | 福島放送                    | 2011年4月30日 - 10月29日 2011年11月5日 - 2012年5月5日  | 土曜 6:00 - 6:30 土曜 6:00 - 6:15          | テレビ朝日系列              |                             |
| 熊本県                         | 熊本朝日放送                | 2011年7月2日 - 2012年4月28日                           | 土曜 6:45 - 7:15                           | テレビ朝日系列              |                             |
| 新潟県                         | 新潟テレビ21                | 2011年8月20日 - 2012年2月11日 2012年2月18日 - 8月18日  | 土曜 6:00 - 6:30 土曜 6:00 - 6:15          | テレビ朝日系列              |                             |
| 長野県                         | 長野朝日放送                | 2011年9月11日 - 11月27日 2011年12月4日 - 2012年6月3日  | 日曜 6:00 - 6:30 日曜 6:00 - 6:15          | テレビ朝日系列              |                             |
| 山形県                         | 山形テレビ                  | 2011年9月17日 - 2012年3月10日 2012年3月17日 - 9月29日  | 土曜 6:00 - 6:30 土曜 6:00 - 6:15          | テレビ朝日系列              |                             |
| 宮城県                         | 東日本放送                  | 2011年10月22日 - 2012年4月14日                         | 土曜 5:23 - 5:36                           | テレビ朝日系列              | 129話（27話）から放送       |
| 静岡県                         | テレビ静岡                  | 2011年10月25日 - 11月29日 2011年12月3日 - 2012年6月2日 | 月曜 - 金曜 4:30 - 5:00 土曜 5:30 - 5:45   | フジテレビ系列              |                             |
| 日本全域                       | AT-X                        | 2011年4月24日 - 2012年4月15日                          | 日曜 8:30 - 8:45                           | CS放送                      | リピート放送あり            |
| 日本全域                       | キッズステーション          | 2012年2月5日 - 4月29日 2012年5月5日 - 10月27日         | 日曜 14:00 - 15:00 土曜 16:30 - 16:47      | CS放送                      | リピート放送あり            |

### 日本国外での放送
いずれの各国のチャンネルは『メタルファイト ベイブレード』〜『メタルファイト ベイブレード 4D』に共通する。
香港
- 無綫電視翡翠台
  - 香港名『爆旋陀螺 鋼鐵戰魂』のタイトルで放送。

台湾、アメリカ
- カートゥーン ネットワーク
  - 台湾名『戰鬥陀螺 鋼鐵奇兵』のタイトルで放送。アメリカでは『Beyblade: Metal Fusion』のタイトルで放送。『メタルファイト ベイブレード 爆』は『Beyblade: Metal Masters』、『メタルファイト ベイブレード 4D』は『Beyblade: Metal Fury』のタイトルで放送。ここに表記されている以外でも、カートゥーン ネットワークで放送されている国はいくつか存在する。

韓国
- トゥーニバース、JEI 재능TV、대교어린이TV、アニマックス

アラブ世界
- Spacetoon

カナダ
- YTV

オーストラリア
- ネットワーク・テン、イレブン、カートゥーン ネットワーク

イギリス
- ニックトゥーン、CITV（『メタルファイト ベイブレード』のみ放送）、Kix!

イタリア
- Italia 1、Boing

フランス
- Gulli、Canal J

ドイツ
- ニコロデオン

スペイン
- Boing

ポルトガル
- Panda Biggs

メキシコ・南米全域
- ディズニーXD
  - 『メタルファイト ベイブレード 4D』は2013年10月から放送。

## 劇場版
劇場版メタルファイト ベイブレードVS太陽 灼熱の侵略者ソルブレイズ
2010年8月21日に公開。

## 漫画版
『月刊コロコロコミック』2008年10月号から2012年3月号まで連載。著者、足立たかふみ。

### 外伝および番外編
メタルファイトベイブレード超予告
『月刊コロコロコミック』2008年9月号掲載。一部修正され、第0話として単行本第1巻に収録。全5P。
メタルファイト ベイブレード DS番外編
『月刊コロコロコミック』2009年9月号掲載。単行本第3巻収録。全2P。
メタルファイト ベイブレード 爆誕!サイバーペガシス特別編
『月刊コロコロコミック』2009年12月号掲載。内容はゲーム版のダイジェストとなっている。「暁 宇宙外伝 爆誕! サイバーペガシス」として単行本第4巻に収録。全8P。
メタルファイト ベイブレード 銀河VS闇の軍団!!もう一つの激闘物語
『別冊コロコロコミックSpecial』2010年6月号掲載。第23話として単行本第5巻に収録。銀河と正宗がビッグバンブレーダーズに旅立つ前に起きた物語。全26P。
劇場版メタルファイト ベイブレードVS太陽 灼熱の侵略者ソルブレイズ
『月刊コロコロコミック』2010年9月号掲載。映画原作のために描き下ろされた大長編コミック。単行本第6巻収録。全49P。
ベイブレード ヘリオスVS竜牙 超外伝
『劇場版メタルファイト ベイブレードVS太陽 超灼熱ガイドBOOK』掲載。ヘリオスが銀河と出会う前のもう一つの物語。劇場版や漫画本編に繋がるストーリーとなっている。「激突!! 竜牙VSヘリオス」として単行本第7巻に収録。全20P。
メタルファイト ベイブレード 激闘!! ペガシスVSディバインキメラ
『別冊コロコロコミックSpecial』2010年12月号掲載。銀河たちがビッグバンブレーダーズ決勝で戦う数日前の物語。「激突!! ペガシスVSディバインキメラ!!」として単行本第8巻に収録。全26P。
メタルファイト ベイブレード オールブレーダー大乱闘!
『メタルファイト ベイブレード レジェンド4Dガイド』掲載。南の島、芽辺島（メタベとう）を舞台としたベイブレードレースを描いた特別編。「大乱闘!! 芽辺島一周ベイブレードレース!!」として単行本第9巻に収録。全18P。
ベイブレード ファントムオリオン伝説まんが
『別冊コロコロコミックSpecial』2011年10月号掲載。連載3周年突破記念として、今までの登場人物を一堂に集めた歴代ブレーダーナンバーワン決定戦が行われるスペシャル漫画。「開催! 歴代ブレーダーナンバーワン決定戦!!」として単行本第10巻に収録。全24P。
ベイブレード 新ペガシス・エルドラゴまんが
『別冊コロコロコミックSpecial』2011年12月号掲載。バーチャル世界に迷い込んだ銀河と竜牙が、ウイングペガシスとエルドラゴガーディアンを使って戦うファンタジーRPG風漫画。「奇跡のタッグ 銀河と竜牙!!」として単行本第11巻に収録。全24P。
メタルファイト ベイブレード 〜竜斗外伝〜
『メタルファイト ベイブレード 最強ドラゴニス4Dガイド』掲載。オメガドラゴニスを使う竜牙の弟・竜斗が活躍する特別外伝。「トレジャーハンター竜斗外伝」として単行本第11巻に収録。全16P。
メタルファイト ベイブレード ソウルバースト
『コロコロアニキ』2019年夏号掲載。ペガシスのバースト化記念読み切り。破壊神ネメシスとの戦いのその後が描かれる。全32P。

### 単行本
| VOL | 発売日     | 話数           | サブタイトル | カバー                                     |
| --- | ---------- | -------------- | --- | ------------------------------------------ |
| 1   | 2009-03-27 | 第0話〜第4話   | 第1話「舞い降りた天馬!」 第2話「獅子の雄叫び!」 第3話「禁断のベイ・エルドラゴ!!」 第4話「激突! 銀河VS竜牙!!」 第0話「メタルファイトベイブレード超予告」 「ベイブレード爆転スタート講座」                                | 鋼銀河                                     |
| 2   | 2009-06-26 | 第5話〜第9話   | 第5話「立ち上がれ銀河!」 第6話「よみがえれ天馬!」 第7話「天馬復活!」 第8話「開幕! バトルブレーダーズ」 第9話「本戦スタート!」                                                                                           | 鋼銀河、竜牙                               |
| 3   | 2009-11-27 | 第10話〜第14話 | 第10話「竜皇超進化!!」 第11話「恐怖のL・エルドラゴ!!」 第12話「変幻自在のパイシーズ!!」 第13話「合体転技・全滅双撃!!」 第14話「死闘決着!!」                                                                             | 鋼銀河、盾神キョウヤ 天童遊、大鳥翼        |
| 4   | 2010-03-26 | 第15話〜第19話 | 第15話「極龍覚醒!!」 第16話「究極必殺転技 銀河新星!!」 第17話「準決勝決着!!」 第18話「最終決戦、銀河VS竜牙!!」 第19話「竜皇暴走!!」 「暁 宇宙外伝 爆誕! サイバーペガシス」                                              | 鋼銀河、竜牙                               |
| 5   | 2010-06-28 | 第20話〜第23話 | 第20話「立ち上がれ銀河!!」 第21話「新たな強敵、日本上陸!!」 第22話「開幕! ビッグバンブレーダーズ」 第23話「銀河VS闇の軍団!! もう一つの激闘物語」                                                                        | 鋼銀河、角谷正宗                           |
| 6   | 2010-09-28 | 第24話〜第26話 | 第24話「必殺転技、通用せず!!」 第25話「黒き絶望 ペルセウス!!」 第26話「ユーロ戦 完全決着!!」 特別収録「ベイブレードVS太陽 灼熱の侵略者ソルブレイズ」                                                                    | 鋼銀河、角谷正宗 ジュリアス・シーザー      |
| 7   | 2010-12-24 | 第27話〜第30話 | 第27話「エルドラゴ復活!!」 第28話「竜牙参戦!!」 第29話「地獄のベイ ヘルケルベクス!!」 第30話「勝つしかねぇ!! 世界大会決勝戦」 特別収録「激突!! 竜牙VSヘリオス」                                                         | 竜牙 ダミアン・ハート 鋼銀河               |
| 8   | 2011-04-27 | 第31話〜第34話 | 第31話「ダミアン超始動!!」 第32話「心のベイ ビッグバンペガシス!!」 第33話「ビッグバンブレーダーズ 最終決着!!」 特別収録「激突!! ペガシスVSディバインキメラ!!」 第34話「開幕! 地球最強決定戦」                           | 鋼銀河                                     |
| 9   | 2011-08-31 | 第35話〜第38話 | 第35話「嵐の激闘!!」 第36話「破壊の龍を討て!!」 第37話「激突!! 伝説ブレーダー!!」 第38話「天才ブレーダー キング参戦!!」 特別収録「大乱闘!! 芽辺島一周ベイブレードレース!!」                                             | 鋼銀河、盾神キョウヤ、竜牙、アグマ、キング |
| 10  | 2011-12-27 | 第39話〜第42話 | 第39話「不敗のキングをうち破れ!!」 第40話「幻影のベイ、ファントムオリオン!!」 第41話「嵐を起こせ! ペガシス!!」 第42話「降臨!! 破壊神・ネメシス!!」 特別収録「開催! 歴代ブレーダーナンバーワン決定戦!!」                 | 鋼銀河、ラゴウ                             |
| 11  | 2012-3-28  | 第43話〜最終話 | 特別収録1「奇跡のタッグ 銀河と竜牙!!」 特別収録2「トレジャーハンター竜斗外伝」 第43話「最終決戦転技 コズミックノヴァ」 第44話「最終決戦 銀河VSラゴウ!!」 第45話「決めろ!! コズミックノヴァ」 最終話「銀河よ、永遠に!!」 | 鋼銀河他                                   |

### 足立たかふみ以外による漫画
- かとうだいご作
  - メタルファイト ベイブレード 〜爆転アニキ参上!の巻〜
『月刊コロコロコミック』2009年4月号掲載。DSゲーム1作目の特別攻略漫画。全7P。
  - メタルファイト ベイブレード 特別必勝攻略まんが「教えて!ブレーダーDJ!!」
『メタルファイト ベイブレード全爆転ブレーダーズBOOK』掲載。全17P。
  - メタルファイト ベイブレード ガチンコスタジアム 「すげぇぜ!! 4人同時バトルの巻」
『月刊コロコロコミック』2009年12月号掲載。Wiiゲーム『ガチンコスタジアム』の特別漫画。全8P。
- 萬屋不死身之介作
  - 劇場版メタルファイト ベイブレードVS太陽&劇場版デュエル・マスターズXXと関係があるようで実はあまりないギャグ外伝
『劇場版メタルファイト ベイブレードVS太陽 超灼熱ガイドBOOK』掲載。全13P。
『別冊コロコロコミックSpecial』2010年10月号掲載。全18P。
  - 劇場版イナズマイレブン 最強軍団オーガ襲来とベイブレードとデュエル・マスターズと関係ありそうで実はあまりない少し関係があるギャグ外伝
『別冊コロコロコミックSpecial』2010年12月号掲載。全9P。
『別冊コロコロコミックSpecial』2011年2月号掲載。全15P。
  - メタルファイト ベイブレードと関係あるようで実はあまりない少し関係があるギャグ外伝
『メタルファイト ベイブレード 世界制覇BOOK』掲載。全9P。
『メタルファイト ベイブレード レジェンド4Dガイド』掲載。全9P。
『メタルファイト ベイブレード 最強ドラゴニス4Dガイド』掲載。全11P。
  - ベイブレード まーきゅりーあぬびうす ぶれいぶばーじょんギャグ外伝
『別冊コロコロコミックSpecial』2011年4月号掲載。全3P。
- 瀬戸カズヨシ作
  - ベイブレード超外伝 ブレイブ!! アヌビウスマスク
『別冊コロコロコミックSpecial』2011年4月号掲載。アヌビウスのマスクをかぶった正義のヒーローが登場。全26P。

## 玩具

### 商品化されたベイ
初期型とハイブリッドウィールシステムのスターターで同梱内容が異なっていない場合は緑色のライトランチャーとワインダーが同梱されている。マキシマムシリーズのスターターからは新型ライトランチャーの黒のライトランチャー2とライトランチャー2用のワインダーが同梱されている。
ランダムブースターの当たりベイやセット同梱の新規ベイ、新規パーツ搭載ベイ以外のものは記載しない。
商品化されたベイの中には限定品となっているものがあり、一般では入手できないベイがある。現在は商品展開終了で、全てのベイは生産終了になっている。

#### 初期型（BB-01 - BB-27）
2008年8月〜2009年2月まで展開されたシリーズ。
ハイブリッドシリーズに対しスタンダードメタルシリーズやメタルシリーズと呼ばれる。ウィールは全てシルバー塗装されており、無塗装の金属ではない。
ブースターには、一定の確率でレアベイのケツァルコアトルのウィール以外のパーツがアタリとしていずれか1つ入っていることがあった。後にプレミアムリターンズとして販売されている初期型のベイには入っていない。
これらのベイは一部の例外を除き、原作の本編とDS1作目のゲームのみの登場。
ペガシス105F（フラット）
IDナンバー - BB-01（スターター）、BB-09（DXセット）、BB-20（ベイバトルトライセット）
ベイポインター付きの初回限定生産のみのスターターセット。ペガシスDXセットの同梱ベイにもなっている。最初に登場したスターター。
ペガシス105F（フラット） プロトVer.
次世代ワールドホビーフェアなどのベイブレード復活イベントで試作品ベイブレードとして配布されたり、ガンガンホビートライアスロンの大会で1位になった人のみ贈られるレアベイ。今シリーズ最初の攻撃型のベイにして最初に誕生した第1号機で、最初のレアベイ。現在は入手不可能。内容はペガシス105Fと同じだが色は異なる。ベイだけでなくライトランチャーとワインダーも同梱だが、ガンガンホビートライアスロンの大会の場合はベイのみになる。本編未登場。
ペガシス ゴールド・シルバー・ブロンズVer.
ペガシスのイベント限定モデル。2009年のWHFなどで開催された大型トーナメント大会の賞品で、1位はゴールド・ペガシス、2位はシルバー・ペガシス、3位はブロンズ・ペガシスになっている。本編未登場。
パープル・ペガシス
ペガシスのイベント限定モデルで、ショップ大会賞品。本編未登場。
ペガシス145D（ディフェンス）
IDナンバー - BB-05
色、トラックとボトムのパーツを変更し、ブースター化したもの。最初に登場したブースター。本編未登場。
ブラックペガシス100HF（ホールフラット）
IDナンバー - BB-21
ベイ改造セット（アタック&バランス）の同梱ベイ。本編未登場。
ペガシス85RF（ラバーフラット）（メタルフェイス改造Ver.（ヘビー）付き）
IDナンバー - BB-96
ベイブレードスーパーデッキの同梱ベイ。プレミアムリターンズ第4弾で初のセット商品で、ペガシスを公式大会向けに改造したベイ。ペガシスのウィールはライトブルーメッキ仕様であり、破損しにくく改良されている。本編未登場。
ブル125SF（セミフラット）
IDナンバー - BB-02
ベイポインター付きの初回限定生産のみのスターターセット。今シリーズに最初に登場したバランス型のベイ。
ブル145S（シャープ）
IDナンバー - BB-06
色、トラックとボトムのパーツを変更し、ブースター化したもの。本編未登場。
レオーネ145D（ディフェンス）
IDナンバー - BB-04
スターター。今シリーズに最初に登場した防御型のベイ。
レオーネ105F（フラット）
IDナンバー - BB-08
色、トラックとボトムのパーツを変更し、ブースター化したもの。本編未登場。
サジタリオ145S（シャープ）
IDナンバー - BB-03
スターター。今シリーズに最初に登場したスタミナ型のベイ。
サジタリオ125SF（セミフラット）
IDナンバー - BB-07
色、トラックとボトムのパーツを変更し、ブースター化したもの。本編未登場。
ヴォルフD（ディフェンス）125B（ボール）
IDナンバー - BB-11（スターター）、BB-20（ベイバトルトライセット）
スターター。トラックに円形の形にしたもので防御ができるD125、ボトムにボール状の軸先のBを搭載。
ヴォルフ105F（フラット）
IDナンバー - BB-12
色、トラックとボトムのパーツを変更し、ブースター化したもの。本編未登場。
アリエス125D（ディフェンス）
IDナンバー - BB-13
ランダムブースターVol.1のレアベイ。ブースターのパッケージ名は「シークレットアリエス」。DS1作目のゲームにのみ登場。
アリエス145D（ディフェンス）
IDナンバー - BB-89
アリエス125Dのトラックを145に変更し、一部の色と仕様を変更してブースター化で再発売されたプレミアムリターンズ第3弾のベイ。アリエスのウィールに破損しにくくなる改良がされているが、重量の変化を無くすため裏面が一部肉抜きされている。本編未登場。
リブラDF（ダウンフォース）145BS（ボールシャープ）
IDナンバー - BB-18
ブースター。トラックに4枚のウイングでダウンフォース効果のあるDF145、ボトムにBとSを合わせたBSを搭載。リブラのウィールはあまりにも重いため、2010年12月までの公式大会のルールではメタルフェイス（改造版も含み、全4パターン全て）を組み合わせてはいけないという制限のある唯一のウィールだったが、シリーズが進むに連れ組み合わせ次第でリブラより重いベイができるようになったため、制限は撤廃された。
リブラ100D（ディフェンス）
IDナンバー - BB-96
ベイブレードスーパーデッキの同梱ベイ。プレミアムリターンズ第4弾で初のセット商品で、リブラを公式大会向けに改造したベイ。リブラのウィールはグリーンメッキ仕様で、破損しやすかった部分が改良されている。本編未登場。
アクアリオ105F（フラット）
IDナンバー - BB-21（ベイ改造セット）、BB-72（プレミアムリターンズ）
ベイ改造セット（アタック&バランス）の同梱ベイとして発売し、パーツ構成が一部異なる色違いでランダムブースターVol.2のハズレベイとしても入手可能だった。後にブースター化して一部のパーツの色などの仕様を変更して再発売したプレミアムリターンズ第1弾としても登場。DS1作目のゲームに登場している他、アニメ本編にも登場。
ビルゴDF（ダウンフォース）145BS（ボールシャープ）
IDナンバー - BB-22
ベイ改造セット（スタミナ&ディフェンス）の同梱ベイとして発売し、パーツ構成が一部異なる色違いでランダムブースターVol.2のハズレベイとしても入手可能だった。DS1作目のゲームに登場している他、アニメ本編にも登場。
エルドラゴ105F（フラット）
IDナンバー - BB-23
今シリーズ初の左回転ベイで、左回転専用のベイランチャーLを同梱したスターター。ベイランチャーLは右回転ベイでは使用できず、エルドラゴのウィールは左回転専用のパーツなので右回転用のランチャーを使って右回転を回すことはできない。ベイランチャーLは単体では発売されていない。
エルドラゴ105F（フラット） ゴールドVer.
2009年夏に開催されたWHFのイベントでのみ販売されたエルドラゴの色違いのレアベイ。エルドラゴのウィールはゴールドメタル仕様。ベイランチャーLも同梱。本編未登場。
エスコルピオWD（ワイドディフェンス）145B（ボール）
IDナンバー - BB-24
ブースター。トラックに3枚のウイングで防御が可能なWD145を搭載。
パイシーズD（ディフェンス）125BS（ボールシャープ）
IDナンバー - BB-25
ランダムブースターVol.2のレアベイ。ブースターのパッケージ名は「レジェンドパイシーズ」。
パイシーズDF（ダウンフォース）145BS（ボールシャープ）
IDナンバー - BB-83
パイシーズD125BSのトラックをDF145に変更し、一部の色と仕様を変更してブースター化で再発売したプレミアムリターンズ第2弾。本編未登場だが、パーツ構成が一部違うベイが劇場版に登場している。
ジェミオスDF（ダウンフォース）145FS（フラットシャープ）
IDナンバー - BB-26
ブースター。ボトムにスタジアムの斜面の位置によって攻撃と持久に切り替えることができるFSを搭載。本編未登場。
カプリコーネ100HF（ホールフラット）
IDナンバー - BB-27
ブースター。初期型の現時点最後の新規ベイ。トラックに低重心で高い位置に当たりにくく安定性の良い100、ボトムにFの軸先に穴が空いて摩擦抵抗が少なくなって持久力が良いHFを搭載。本編未登場。
ケツァルコアトル90WF（ワイドフラット）
ベイポインターのポイントでサブライセンスカード5枚（3000Pにつき1枚）かプレミアムライセンスカード1枚（15000Pで1枚）と交換することで入手できたレアベイ。トラックに低重心で高い位置のベイに当たりにくい90、ボトムにFの2倍の大きさの軸先を誇るWFを搭載。ベイポインターによる交換や対象商品に一定の確率で入っているアタリの応募券を貼ってハガキに出すことでも入手できた。キャンペーン終了後は、ニンテンドーDS用ゲームソフト第1作『メタルファイト ベイブレード』同梱ベイの限定カラー版でのみ入手可能だった。限定カラー版のウィールはゴールドメタル仕様で、フェイスマークもオリジナルとなり90とWFの色はパープルクリアになっている。本編には登場せず、DS1作目のゲームでのみ限定カラー版が登場する。

#### ハイブリッドウィールシステム（BB-28 - BB-123）
2009年3月〜2012年2月まで展開されたシリーズ。
ウィールが金属のメタルウィールとプラスチックのクリアウィールの2層に分けられたハイブリッドウィールシステム。初期型のシルバー塗装されたウィールに対し、ハイブリッドウィールのメタルウィールは無塗装になっているため、ウィールを磨いて汚れを取ることが可能。初期型との互換性はあるが、初期型のウィールにクリアウィールを取り付けることはできない。また、マキシマムシリーズのベイからはライトランチャー2が同梱されている。
ストームペガシス105RF（ラバーフラット）
IDナンバー - BB-28（スターター）、BB-32（ハイブリッドウィール対戦セット）
アニメ第1話から登場。水色のベイランチャー付きのスターター。ハイブリッドウィール対戦セットの同梱ベイにもなっている。ハイブリッドウィールシステム初のアタックタイプで、初のラバー素材を使われたパーツを使用。ボトムにFとラバーを合わせたRFを搭載。
カーマインガンメタ・ストームペガシス
ストームペガシスのイベント限定モデル。ショップ大会景品で、ウィール&フェイスのみのセット。本編未登場。
ストームペガシス100RF（ラバーフラット） スターダストVer.
IDナンバー - BB-44
ランダムブースターVol.3のレアベイ。ブースターのパッケージ名は「スターダストペガシス」。ストームペガシス105RFをベースに、ストームのメタルウィールをブルーメッキ仕様にしてトラックを100に変更し、全てのパーツをクリア化して色を全て青色に変更したもの。本編未登場だが、ゲーム『頂上決戦!ビッグバン・ブレーダーズ』に登場している。
ストームペガシス105RF（ラバーフラット） ギャラクシーレッドVer.
『メタルファイト ベイブレード全爆転ブレーダーズBOOK』誌上で抽選プレゼントされたストームペガシス105RFの限定カラーのレアベイ。現在入手不可能。本編未登場だが、ゲーム『爆誕!サイバーペガシス』では隠しパーツで再現可能となり、『頂上決戦!ビッグバン・ブレーダーズ』でも登場する。
ストームペガシス105RF（ラバーフラット） ブロンズ
イベントで入手できたレアベイ。本編未登場。
ギャラクシーペガシスW（ウイング）105R2F（ライトラバーフラット）
IDナンバー - BB-70（スターター）、BB-75（エントリーセット）、BB-76（DXセット）、BB-92（ブースター）
アニメ第52話から登場。ベイポイントカード付きで黄色のライトランチャーを同梱のスターター。ギャラクシーペガシスDXセットやベイブレードエントリーデッキセットの限定カラーとしての同梱ベイにもなった他、スターターに同梱されているベイポイントカードなどを取り除いてトラックとボトムをクリア化したブースターも発売された。ギャラクシーのメタルウィールはブルーメッキ仕様で一般販売のベイで初のメッキパーツ（それまでは限定ベイのみ）。セット同梱でのギャラクシーのメタルウィールはグリーンメッキ仕様。なお、これ以降に発売されるハイブリッドウィールのベイのメタルウィールにシールが付けられるようになった（ただし、以降に発売されたランダムブースター等でも、以前のベイには従来通りシールはない。ギャラクシーペガシス以前でメタルウィールにシールが付けられたのは、ライトニングエルドラゴとキラージェミオスのみ）。ペガシスのクリアウィールは新型で、名前は「ペガシスII」となる（ただし、組み立てた後の名前ではIIはつかない）。トラックに右方向の2枚のウイングで安定性を増しつつ105を合わせたW105、ボトムに持久を捨てて右方向のスパイクとRFを合わせて右回転の最も激しい機動力を可能にしたR2Fを搭載。W105トラックとR2Fボトムは右回転を前提としたパーツで、左回転対応ベイにも組み込めるがあまり効果は発揮されないとされる。
ギャラクシーペガシスGB（グラビティボール）145MS（メタルシャープ） ブラックホールVer.
『メタルファイト ベイブレード ギャラクシースタートガイド』と『月刊コロコロコミック』2011年1月号誌上でプレゼントされたギャラクシーペガシスの限定カラーでトラックとボトムのパーツを変更したレアベイ。ギャラクシーのメタルウィールはゴールドメッキ仕様。本編未登場だが、ゲーム『頂上決戦!ビッグバン・ブレーダーズ』に登場する。
ギャラクシーペガシス金・銀・銅
グレード2大会で入賞者に贈られたレアベイ。フェイスなどが特別カラーになっている。本編未登場。
ギャラクシーペガシス105R2F（ライトラバーフラット） ブロンズ
イベントで入手できたレアベイ。本編未登場。
ライトニングエルドラゴ100HF（ホールフラット）
IDナンバー - BB-43
アニメ第13話から登場。ハイブリッドウィール初の左回転専用ベイで、左回転専用のベイランチャーLを同梱したスターター。メタルウィールにクリアウィールを取り付けた方向によって連打とレイジングの2つのモードを切り替えることができるライトニングを搭載。ライトニングのメタルウィールにエルドラゴ以外のクリアウィールを取り付けることはできず、エルドラゴのクリアウィールにライトニング以外のメタルウィールを取り付けることもできない。また、後に発売されたメテオエルドラゴLW105LFのメタルウィールとクリアウィールとの互換性もない。ライトニングのメタルウィールとエルドラゴのクリアウィールは左回転専用で右回転用のランチャーで右回転で回すことはできない。
ライトニングエルドラゴ100HF（ホールフラット） 極龍Ver.
『月刊コロコロコミック』誌上などの応募者全員サービス第1弾で入手できたライトニングエルドラゴ100HFの限定カラーのレアベイ。左回転専用ベイなので、別売りの左回転対応のランチャーがないと回すことができない。ライトニングのメタルウィールはゴールドメタル仕様。漫画本編とゲーム『爆神スサノオ襲来!』、『頂上決戦!ビッグバン・ブレーダーズ』に登場している。
メテオエルドラゴLW（レフトウイング）105LF（レフトフラット）
IDナンバー - BB-88
アニメ第77話から登場。左回転専用ベイで、左回転専用のベイランチャーLを同梱したスターター。新型のエルドラゴであるエルドラゴIIのクリアウィールにラバーが付いたもので、クリアウィールで初めてギミック機能の付いたもの。ライトニングエルドラゴにあったメタルウィールの連打とレイジングの2つのモード切り替えに加え、クリアウィールにラバー部分で右回転ベイの回転を吸収できるエルドラゴII、トラックに左方向の3枚のウイングで安定性を増しつつ105を合わせたLW105、ボトムに左方向のギザギザのスパイクとFを合わせて左回転の激しい機動力を可能にしたLFを搭載。LW105トラックとLFボトムは左回転を前提としたパーツで、右回転用ベイにも組み込めるがあまり効果は発揮されないとされる。メテオのメタルウィールにエルドラゴII系統以外のクリアウィールを取り付けることができず、エルドラゴII系統のクリアウィールにメテオ以外のメタルウィールを取り付けることもできない。また、ライトニングエルドラゴ100HFのメタルウィールとクリアウィールとの互換性はない。メテオのメタルウィールとエルドラゴIIのクリアウィールは左回転専用で右回転用のランチャーで右回転にすることはできない。
メテオエルドラゴLW（レフトウイング）105LF（レフトフラット） ダークフレアVer.
『月刊コロコロコミック』2010年10月号と2011年1月号、単行本第6巻初回本限定でプレゼントされたメテオエルドラゴLW105LFの限定カラーのレアベイ。左回転専用で、別売りの左回転対応のランチャーがないと回すことができない。本編未登場。
バーンフェニックス135MS（メタルシャープ）
IDナンバー - BB-59
アニメ第33話から登場。スターター。バーンのメタルウィールは名前が刻まれた刻印ウィールとなっている。ボトムにSと金属を合わせたMSを搭載。
バーンフェニックス90WF（ワイドフラット） ブリザードVer.
2010年1月 - 2月に開催されたWHF大会の賞品で、参加するだけで入手できたフェニックスのフェイスと90のトラックとWFのボトム、2連勝で入手できたバーンのメタルウィールとフェニックスのクリアウィールで完成される限定カラーのレアベイ。『月刊コロコロコミック』2011年1月号誌上でもプレゼントされた。バーンのメタルウィールはライトブルーメッキ仕様。本編には未登場だが、ゲーム『爆神スサノオ襲来!』と『頂上決戦!ビッグバン・ブレーダーズ』に登場している。
ダークヴォルフDF（ダウンフォース）145FS（フラットシャープ）
IDナンバー - BB-29（スターター）、BB-32（ハイブリッドウィール対戦セット）
アニメ第3話から登場。スターター。ハイブリッドウィールシステム初のバランスタイプ。ハイブリッドウィール対戦セットの同梱ベイにもなっている。
オレンジガンメタ・ダークヴォルフ
ダークヴォルフのイベント限定モデル。ショップ大会景品で、店舗によって種類が異なる。本編未登場。
アースアクイラ145WD（ワイドディフェンス）
IDナンバー - BB-47
アニメ第24話から登場。スターター。再発売でのアースのメタルウィールを破損しにくく改良されている（それ以降に発売されているアースのメタルウィールを搭載されているベイには改良した状態）。ボトムにDの2倍の大きさの軸先を誇り粘り強い回転が可能なWDを搭載。
アースアクイラ105HF/S（ホールフラットシャープ）（メタルフェイス付き）
イベントでのみ限定で販売されたアースアクイラの色違いでパーツを入れ替えたレアベイ。通常のフェイスではなく銀色のメタルフェイスになっている。WHFなどのイベントでしか発売されておらず、現在は入手不可能。限定販売されるレアベイでブースターのため、ライトランチャーとワインダーは同梱されない。アースのメタルウィールはパープルメッキ仕様。入手困難なHF/Sのボトムを搭載。
アースアクイラ オレンジVer.
公式大会やイベントなどで開催される連勝バトルで、2連勝するともらえるアースアクイラのオレンジカラーのレアベイ。ウィールのみで、トラックとボトムは同梱されない。アニメ本編では145のトラックとWDのボトムを搭載して登場。
アースアクイラ145WD（ワイドディフェンス） メタリックVer.
映画公開記念企画としてローソンで数量限定で三ツ矢サイダーとアースアクイラ145WDの三ツ矢サイダーをモチーフにした限定カラーとセットで販売されたレアベイ。全3種でセットによって三ツ矢サイダーの種類と色が異なり、三ツ矢サイダー 500mlはメタリックグリーンVer.、三ツ矢サイダーオールゼロ 500mlはメタリックブルーVer.、ぶどうはじける三ツ矢サイダー 500mlはメタリックレッドVer.となっている。アースのメタルウィールはメッキ仕様。なお、ランチャーとワインダーは同梱されない。本編未登場。
ポイズンサーペントSW（スイッチ）145SD（セミディフェンス）
IDナンバー - BB-69
アニメ第41話から登場。スターター。トラックにバトル前で攻撃と防御のウイングを切り替えることができ、ウイングを攻撃用と防御用に切り替えることができるSW145を搭載。
レイユニコルノD（ディフェンス）125CS（コートシャープ）
IDナンバー - BB-71（スターター）、BB-93（ブースター）
アニメ第53話から登場。ベイポイントカード付きで黄色のライトランチャーを同梱のスターター。スターターに同梱されているベイポイントカードなどを取り除いてトラックとボトムをクリア化したブースターも発売された。ボトムにスタジアムの斜面の位置によって攻撃と持久を切り替えることができるCSを搭載。
レイユニコルノD（ディフェンス）125CS（コートシャープ） 極光Ver.
『月刊コロコロコミック』2010年7月号および『別冊コロコロコミックSpecial』2010年10月号の応募者全員サービスで入手できたレイユニコルノD125CSの限定カラーのレアベイ。レイのメタルウィールはパープルメッキ仕様で、CSのボトムはラバーも含めて全部クリア仕様になっている。本編未登場。
レイユニコルノD（ディフェンス）125CS（コートシャープ） レインボーVer.
劇場版DVDの初回限定生産で同梱されているレイユニコルノD125CSの限定カラーのレアベイ。極光とほぼ同じ色だが、クリアウィールの色が異なる。本編未登場。
グラビティペルセウスAD（アーマーディフェンス）145WD（ワイドディフェンス）
IDナンバー - BB-80
アニメ第63話から登場。今シリーズ初の両回転対応ベイで、両回転対応のベイランチャーLRを同梱のスターター。メタルウィールにクリアウィールを取り付けた方向によって防御とカウンターの2つのモードを切り替えることができるグラビティ、トラックにアーマー状で防御が高くダメージを受けにくいAD145を搭載。グラビティのメタルウィールはガンメタル仕様。ベイランチャーLRは色の異なる上下の爪があり、デジタルパワーランチャーのように爪の色によって右回転と左回転を切り替えることができる。使わない爪に当たって怪我をしないように、専用のカバーで使用しない爪を固定しないと回すことができない構造になっている。グラビティのメタルウィールにペルセウス系統以外のクリアウィールを取り付けることができず、ペルセウス系統のクリアウィールにグラビティ以外のメタルウィールを取り付けることもできない。このベイは同梱のベイランチャーLRだけでなく、今までのランチャーでも回すことができる。なお、ベイランチャーLRは発売当時は単品では入手できなかったが、2011年7月下旬にマーズレッドVer.の色違いとして単品で発売された。
ヘルケルベクスBD（ブーストディスク）145DS（ディフェンスシャープ）
IDナンバー - BB-99
アニメ第90話から登場。新型ライトランチャーのライトランチャー2を同梱のスターター。いずれかに最高を意味したパーツを搭載し、無改造でも即戦力を発揮する実力を持った「マキシマムシリーズ」第2弾。メタルウィールに過去最大の直径を誇るヘル、トラックに過去最大の直径を誇るBD145、ボトムにDとSを合わせたDSを搭載。ヘルのメタルウィールとBD145のトラック同士のみ、通常のノーマルモードに加えてブーストモードに切り替えることができる。ヘルのメタルウィールはゴールドメタル仕様。ゲーム『超絶転生!バルカンホルセウス』と『頂上決戦!ビッグバン・ブレーダーズ』では試作品であるプロトヘルケルベクスが登場する。
ヘルケルベクスBD（ブーストディスク）145DS（ディフェンスシャープ） インフェルノVer.
『月刊コロコロコミック』2011年1月号、『メタルファイト ベイブレード 世界制覇BOOK』、単行本第7巻でプレゼントされたヘルケルベクスBD145DSの限定カラーのレアベイ。ヘルのメタルウィールはガンメタリック仕様。クリアウィール、トラック、ボトムはレッドクリア仕様。本編未登場。
ヘルケルベクスBD（ブーストディスク）145EWD（エターナルワイドディフェンス） ブルーインフェルノVer.
3000万個突破記念「ベイブレードマキシマム爆転キャンペーン」として、発売中のベイブレードのバーコード2枚を専用の応募ハガキに貼って送ると抽選で3000名にプレゼントされたレアベイ。ボトムはEWDに変更され、ヘルのメタルウィールはブルーメッキ仕様となっている。
バサルトホロギウム145WD（ワイドディフェンス）
IDナンバー - BB-104
新型ライトランチャーのライトランチャー2を同梱のスターター。マキシマムシリーズ第5弾。メタルウィールに過去最高の重量と分厚さを誇り、内側にある左右非対称な階段状の突起「死の螺旋階段」によって重心をずらし不規則な動きが可能なバサルトを搭載。ゲーム『超絶転生!バルカンホルセウス』ではプロトバサルトホロギウムが登場する。
バサルトホロギウム130RS（ラバーシャープ）（メタルフェイス改造Ver.〈ヘビー〉付き）
IDナンバー - BB-117
最強ブレーダーセットの同梱ベイ。ランダムブースターVol.5のグランドケトスとランダムブースターVol.7のヘルホルセウスとバルカンホロギウムとペルセウスの究極改造セットでしか手に入らなかったボトムのRSを搭載。本編未登場。
ロックレオーネ145WB（ワイドボール）
IDナンバー - BB-30
アニメ第1話から登場。ブースター、ハイブリッドウィールシステム初のディフェンスタイプ。ボトムにBの2倍の軸先を誇りバランスを立て直しやすいWBを搭載。
レッドガンメタ・ロックレオーネ
ロックレオーネのイベント限定モデル。ショップ大会景品で、ウィール&フェイスのみのセット。本編未登場。
ロックレオーネ クリアオレンジVer.
公式大会やイベントなどで開催される連勝バトルで、2連勝するともらえるロックレオーネのクリアオレンジカラーのレアベイ。ウィールのみで、トラックとボトムは同梱されない。本編未登場。
フレイムサジタリオC（クロウ）145S（シャープ）
IDナンバー - BB-35
アニメ第1話から登場。ブースター。ハイブリッドウィールシステム初のスタミナタイプ。トラックに回転時で3つのクローが開くギミックのC145を搭載。
ダークブルH（ホーン）145SD（セミディフェンス）
IDナンバー - BB-40
アニメ第4話から登場。ブースター。再発売でのH145のトラックを破損しにくく改良されている。トラックに4枚の刃で低い位置にいるベイにも攻撃可能なH145、ボトムにDの半分の大きさの軸先になって持久と防御を併せ持つSDを搭載。
フレイムリブラT（トルネード）125ES（エターナルシャープ）
IDナンバー - BB-48
アニメ第20話から登場。ブースター。トラックにダウンフォース可能なウイングを4枚あることで安定したバランス力を誇るT125、ボトムにフリー回転するSの軸先で高い持久力を可能にしたESを搭載。ハイブリッドウィール改造セット（スタミナ&ディフェンス）で同梱されているベイのパーツを組み合わせることでも色違いとしてのベイにもなる。
ストームカプリコーネM（ムーヴ）145Q（クウェイク）
IDナンバー - BB-50
アニメ第25話から登場。ブースター。トラックに外側と内側の軸先の位置を切り替えることができるM145、ボトムに不規則な凹凸状の軸先でジャンプ可能なQを搭載し、この2つを組み合わせることで小刻みのジャンプと激しく動き回りながらハイジャンプの2つが可能。ハイブリッドウィール改造セット（アタック&バランス）で同梱されているベイのパーツを組み合わせることでも色違いとしてのベイにもなる。
マッドキャンサーCH（チェンジ）120FS（フラットシャープ）
IDナンバー - BB-31
アニメ第5話から登場。ランダムブースターライトVol.1のレアベイ。トラックにバトル前で120と145の高さを切り替えることができるCH120を搭載。120のトラックの高さが使える数少ないベイ。
ダークキャンサーCH（チェンジ）120SF（セミフラット）
IDナンバー - BB-55
アニメ第28話から登場。マッドキャンサーCH120FSのウィールとボトムをダークのメタルウィールとSFに変更し、一部パーツの色を変更してブースターとして再発売。
ロックエスコルピオT（トルネード）125JB（ジョグボール）
IDナンバー - BB-65
アニメ第37話から登場。ブースター。ボトムにWBとスパイク状の突起を合わせたJBを搭載。
サーマルラチェルタWA（ウイングアタック）130HF（ホールフラット）
IDナンバー - BB-74
アニメ第54話から登場。ブースター。トラックにフリー回転するウイングでバランスを崩す攻撃が可能で、ウイングを右回転用と左回転用に切り替えることができるWA130を搭載。
ロックギラフR（ラバー）145WB（ワイドボール）
IDナンバー - BB-78
アニメ第58話から登場。ブースター。トラックに低い位置の相手の攻撃を吸収できるラバー素材のウイングのR145を搭載。
レイギル100RSF（ラバーセミフラット）
IDナンバー - BB-91
アニメ第81話から登場。ブースター。ボトムにRFとSFを合わせたRSFを搭載。ゲーム『超絶転生!バルカンホルセウス』ではプロトギルとして登場する。
フレイムビクシス230WD（ワイドディフェンス）
IDナンバー - BB-95
アニメ第85話から登場。ブースター。マキシマムシリーズ第1弾。トラックに過去最高の高さを誇る230を搭載。
スクリューカプリコーネ90MF（メタルフラット）
IDナンバー - BB-102
アニメ第96話から登場。ブースター。マキシマムシリーズ第4弾。メタルウィールにストームをベースにアッパー攻撃を重視に改良されたスクリュー、ボトムにFと金属を合わせたMFを搭載。また、セットやレアベイでしか搭載されていなかったトラックの90を搭載。カプリコーネのクリアウィールは新型ではなく色違いとなっている。
ソルブレイズV（バリアブル）145AS（アラウンドシャープ）
ローソンにて予約を受け付けていた、劇場版の前売り券で入手できた全パーツが新規のレアベイ。メタルウィールに不規則な刃で連打攻撃可能なソル、トラックに攻撃と防御を切り替えることができるV145、ボトムにSと独立回転するWD並の軸先で脅威の持久を可能にしたASを搭載。ソルのメタルウィールはレッドメッキ仕様。数量かつ予約受注生産期間限定でのみ販売の他、キャンペーンの抽選プレゼントも行われた。劇場版に登場する他、ゲーム『爆神スサノオ襲来!』では期間限定で配信されるベイの1つとして登場し、『超絶転生!バルカンホルセウス』と『頂上決戦!ビッグバン・ブレーダーズ』にも登場する。
ソルブレイズV（バリアブル）145AS（アラウンドシャープ） エクリプスVer.
ソルブレイズV145ASを伊藤園キャンペーン用に抽選でプレゼントされた特別カラーリングしたレアベイ。日食（エクリプス）をイメージした黒色を基調としたカラーになっている。ソルのメタルウィールはブラックメッキ仕様。本編未登場だが、ゲーム『頂上決戦!ビッグバン・ブレーダーズ』に登場する。
ソルブレイズV（バリアブル）145AS（アラウンドシャープ） ゴールドVer.
『劇場版メタルファイト ベイブレードVS太陽 超灼熱ガイドBOOK』と『月刊コロコロコミック』2011年1月号誌上でプレゼントされたソルブレイズV145ASの限定カラーのレアベイ。ソルのメタルウィールはゴールドメッキ仕様。本編未登場。
ソルペガシスV（バリアブル）145R2F（ライトラバーフラット） ゴールデンコンビVer.
劇場版限定スペシャルパンフレット誌上でプレゼントされたレアベイ。ソルブレイズV145ASとギャラクシーペガシスW105R2Fを1つにしたベイ。ソルのメタルウィールはゴールドメッキ仕様。本編未登場。
ファイブスターベイ（バーンパイシーズED（エターナルディフェンス）145WF（ワイドフラット））
『月刊コロコロコミック』誌上などで行われた応募者全員サービス第2弾で入手できたレアベイ。五星（ファイブスター）をモチーフにしていて、フェイスは原作者デザインのファイブスターペガシス、バーンのメタルウィールはゴールドメッキ仕様となっている。本編未登場。
ディバインキメラTR（トリプルローラー）145FB（フラットボール）
『月刊コロコロコミック』2010年11月号および『別冊コロコロコミックSpecial』2010年12月号の応募者全員サービスか公式ガイドブック『レジェンド4Dガイド』の付録で入手できるレアベイ。これまでの応募者全員サービスは既存ベイをベースにした限定カラーのみだったが、初めて全て新規かつ限定パーツになっている。『月刊コロコロコミック』2009年9月号で行われたデザインコンテストで大賞になった「ファイアクロコダイル」と「ゴッドバードシャイン」の2機をベースに1つのベイにしたもの。メタルウィールに台形の9枚刃で防御の高いディバイン、トラックに3つのローラーで受け流し可能なTR145、ボトムにスタジアムの斜面によって攻撃と防御を切り替えることができるFBを搭載。ディバインのメタルウィールはゴールドメタル仕様。当初は応募者全員サービスのみだったが、人気の声に応えて『レジェンド4Dガイド』の付録でパーツ構成そのままの復刻版として再登場した。漫画では番外編に登場する他、ゲーム『爆神スサノオ襲来!』ではパスワードを入力することでプロトディバインキメラがショップで購入可能になり、『超絶転生!バルカンホルセウス』と『頂上決戦!ビッグバン・ブレーダーズ』にもディバインキメラが登場する。
ウインドアクアリオ100HF/S（ホールフラットシャープ）
IDナンバー - BB-37
アニメ第6話から登場。ランダムブースターライトVol.2のレアベイ。ボトムにバトル前でHFとSの軸先を切り替えることができるHF/Sを搭載。
クレイアリエスED（エターナルディフェンス）145B（ボール）
IDナンバー - BB-45
アニメ第15話から登場。ランダムブースターライトVol.3のレアベイ。トラックにフリー回転する3枚のウイングで受け流して高い防御を可能にしたED145を搭載。
ロックアリエスED（エターナルディフェンス）145D（ディフェンス）
ベイポインターでサブライセンスカード5枚（1枚につき3000P）かプレミアムライセンスカード1枚（15000Pで1枚）と交換することで入手できたレアベイ。ベイポイントカードは対象外なので交換できない。クレイアリエスED145Bをベースに、メタルウィールも含めて色を全て黒にしてライトウィールのクレイをメタルウィールのロックに、ボトムのBをDに変更したもの。アニメ本編にも登場。
アースビルゴGB（グラビティボール）145BS（ボールシャープ）
IDナンバー - BB-60
アニメ第34話から登場。ランダムブースターVol.4のレアベイ。このブースターのみアニメに登場したレアベイ以外の製品名「ミラージュビルゴ」がパッケージナンバーとなっている。トラックにメタルボールを内蔵して回転力によってメタルボールの位置が変化し、高速回転時に外側、低速回転時に内側にメタルボールが移動して安定したバランス力で持久と防御に優れたGB145を搭載。
グランドケトスWD（ワイドディフェンス）145RS（ラバーシャープ） ブルータイプ & グランドケトスT（トルネード）125RS（ラバーシャープ） ホワイトタイプ
IDナンバー - BB-82
アニメ第67話から登場。ランダムブースターVol.5のレアベイにして初の2タイプ。タイプによってクリアウィールとボトムとシールの色、トラックの種類が異なる。ボトムにSとラバー素材を合わせたRSを搭載。アニメでは両方のタイプが登場する。
ポイズンユニコルノ130HF（ホールフラット） & ストームフェニックス130B（ボール）
IDナンバー - BB-82
ランダムブースターVol.5に収録されている内の2つで、このランダムブースターより初登場した新規パーツの130のトラックを搭載したベイ。本編未登場。
キラービフォールUW（アッパーウイング）145EWD（エターナルワイドディフェンス）
IDナンバー - BB-100
アニメ第89話から登場。ランダムブースターVol.6のレアベイ。マキシマムシリーズ第3弾で持久力を重視している。トラックにアッパー攻撃可能な3枚のウイングで、バトル前に攻撃と防御のウイングを切り替えることができ、ウイングを右回転用と左回転用に切り替えることができるUW145、ボトムにフリー回転軸とWDを合わせたEWDを搭載。キラーのメタルウィールはキラージェミオス以来の登場。ゲーム『超絶転生!バルカンホルセウス』ではプロトビフォールのクリアウィール、『頂上決戦!ビッグバン・ブレーダーズ』ではプロトキラービフォールが登場する。
グラビティペルセウス（アタックタイプ）BD（ブーストディスク）145XF（エクストリームフラット）
IDナンバー - BB-109
ランダムブースターVol.7に収録。ペルセウス究極改造セットでのみ同梱されていたクリアウィールのペルセウスのアタックタイプ、マーキュリーアヌビウスやセット同梱でしか手に入らなかったボトムのXFを搭載。グラビティペルセウスは両回転対応だが、左回転で回すには左回転対応のランチャーが必要。本編未登場。
グラビティペルセウス（スタミナタイプ）85DS（ディフェンスシャープ）
IDナンバー - BB-109
ランダムブースターVol.7に収録。ペルセウス究極改造セットでのみ同梱されていたクリアウィールのペルセウスのスタミナタイプ、マーキュリーアヌビウスやセット同梱でしか手に入らなかったトラックの85を搭載。グラビティペルセウスは両回転対応だが、左回転で回すには左回転対応のランチャーが必要。本編未登場。
ヘルホルセウス85RS（ラバーシャープ）
IDナンバー - BB-109
ランダムブースターVol.7に収録。PSP用ゲーム『超絶転生!バルカンホルセウス』でしか手に入らなかったクリアウィールのホルセウス、マーキュリーアヌビウスやセット同梱でしか手に入らなかったトラックの85、ランダムブースターVol.5のグランドケトスとペルセウスの究極改造セットでしか手に入らなかったボトムのRSを搭載。本編未登場。
ヘルヘラクレオ100XF（エクストリームフラット）
IDナンバー - BB-109
ランダムブースターVol.7に収録。トルネードベイスタジアム同梱のみのクリアウィールのヘラクレオ、マーキュリーアヌビウスやセット同梱でしか手に入らなかったボトムのXFを搭載。本編未登場。
トルネードホルセウス130RSF（ラバーセミフラット）
IDナンバー - BB-109
ランダムブースターVol.7に収録。トルネードベイスタジアム同梱のみのメタルウィールのトルネード、PSP用ゲーム『超絶転生!バルカンホルセウス』でしか手に入らなかったクリアウィールのホルセウスを搭載。本編未登場。
バルカンヘラクレオ130DS（ディフェンスシャープ）
IDナンバー - BB-109
ランダムブースターVol.7に収録。PSP用ゲーム『超絶転生!バルカンホルセウス』でしか手に入らなかったメタルウィールのバルカン、トルネードベイスタジアム同梱のみのクリアウィールのヘラクレオを搭載。本編未登場。
バルカンホロギウムBD（ブーストディスク）145RS（ラバーシャープ）
IDナンバー - BB-109
ランダムブースターVol.7に収録。PSP用ゲーム『超絶転生!バルカンホルセウス』でしか手に入らなかったメタルウィールのバルカン、ランダムブースターVol.5のグランドケトスとペルセウスの究極改造セットでしか手に入らなかったボトムのRSを搭載。本編未登場。
スクリューフォックスTR（トリプルローラー）145W2D（ウェーブワイドディフェンス）
IDナンバー - BB-116
ランダムブースターVol.8に収録。新規クリアウィールにフォックス、『レジェンド4Dガイド』の付録や『コロコロコミック』の応募者全員サービスでしか手に入らなかったトラックのTR145を搭載。アニメ本編第116話登場。
ディバインフォックス90W2D（ウェーブワイドディフェンス）
IDナンバー - BB-116
ランダムブースターVol.8に収録。新規クリアウィールにフォックス、『レジェンド4Dガイド』の付録や『コロコロコミック』の応募者全員サービスでしか手に入らなかったメタルウィールのディバインを搭載。本編未登場。
ヘルクラウン130FB（フラットボール）
IDナンバー - BB-116
ランダムブースターVol.8に収録。新規クリアウィールにクラウン、『レジェンド4Dガイド』の付録や『コロコロコミック』の応募者全員サービスでしか手に入らなかったボトムのFBを搭載。アニメ本編第110話登場。
ディバインクラウンTR（トリプルローラー）145D（ディフェンス）
IDナンバー - BB-116
ランダムブースターVol.8に収録。新規クリアウィールにクラウン、『レジェンド4Dガイド』の付録や『コロコロコミック』の応募者全員サービスでしか手に入らなかったメタルウィールのディバインとトラックのTR145を搭載。本編未登場。
スクリューレイラーED（エターナルディフェンス）145MF（メタルフラット）
IDナンバー - BB-116
ランダムブースターVol.8に収録。新規クリアウィールにレイラー、入手しにくいトラックのED145を搭載。アニメ本編第116話登場。
フォビドゥンイオニスED（エターナルディフェンス）145FB（フラットボール）
IDナンバー - BB-116
ランダムブースターVol.8に収録。メタルウィールに攻撃と持久に兼ね備えたフォビドゥン、新規クリアウィールのイオニス、入手しにくいトラックのED145、『レジェンド4Dガイド』の付録や『コロコロコミック』の応募者全員サービスでしか手に入らなかったボトムのFBを搭載。アニメ本編第118話登場。
フォビドゥンイオニス130D（ディフェンス）
IDナンバー - BB-116
ランダムブースターVol.8に収録。メタルウィールに攻撃と持久に兼ね備えたフォビドゥン、新規クリアウィールのイオニスを搭載。本編未登場。
クラウドレイラー85SF（セミフラット）
IDナンバー - BB-123
ランダムブースターVol.9に収録。メタルウィールに初期型のアリエスのウィールをベースにハイブリッド化したクラウド、ランダムブースターvol.8で初登場したレイラーのクリアウィールを搭載。クラウドのメタルウィールは元々日本国外のみ入手可能であった。
クラウドジェミオスT（トルネード）125SF（セミフラット）
IDナンバー - BB-123
ランダムブースターVol.9に収録。メタルウィールに初期型のアリエスのウィールをベースにハイブリッド化したクラウドを搭載。クラウドのメタルウィールは元々日本国外のみ入手可能であった。
クラッシュエスコルピオ125JB（ジョグボール）
IDナンバー - BB-123
ランダムブースターVol.9に収録。メタルウィールに初期型のブルのウィールをベースにハイブリッド化したクラッシュを搭載。クラッシュのメタルウィールは元々日本国外のみ入手可能であった。
バクシンベルゼブT（トルネード）125XF（エクストリームフラット）
IDナンバー - BB-123
ランダムブースターVol.9に収録。新規クリアウィールのベルゼブ、DS用ゲーム『爆神スサノオ襲来!』やベイ太設置店の限定発売でしか手に入れなかったメタルウィールのバクシンを搭載。
ヘルベルゼブ125XF（エクストリームフラット）
IDナンバー - BB-123
ランダムブースターVol.9に収録。新規クリアウィールのベルゼブを搭載。
メテオエルドラゴ（アサルト）LW（レフトウイング）105JB（ジョグボール）
IDナンバー - BB-123
ランダムブースターVol.9に収録。エルドラゴ究極改造セットでのみ同梱されていたクリアウィールのエルドラゴのアサルトを搭載。このベイは左回転専用で、回すには左回転対応のランチャーが必要。
メテオエルドラゴ（ラッシュ）85LF（レフトフラット）
IDナンバー - BB-123
ランダムブースターVol.9に収録。エルドラゴ究極改造セットでのみ同梱されていたクリアウィールのエルドラゴのラッシュを搭載。このベイは左回転専用で、回すには左回転対応のランチャーが必要。
ロックオルソD（ディフェンス）125B（ボール）
IDナンバー - BB-51
アニメ第26話から登場。エクストリームベイスタジアムの同梱ベイ。トラックとボトムのパーツと色は違うが、ベイブレードエントリーデッキセットの同梱ベイとしても手に入る。原作のみ未登場。
トルネードヘラクレオ105F（フラット）
IDナンバー - BB-94
アニメ第81話から登場。トルネードベイスタジアムの同梱ベイ。メタルウィールに5枚の刃で攻撃と防御を合わせたトルネードを搭載。
カウンターレオーネD（ディフェンス）125B（ボール）
Wii用ゲームソフト『メタルファイト ベイブレード ガチンコスタジアム』同梱ベイ。カウンターのメタルウィールは初期型のレオーネのウィールをベースにハイブリッドウィール化したものでグリーンメッキ仕様になっている。カウンターのメタルウィールは最初はゲーム限定パーツだったが、後にベイブレードデッキ アタック&ディフェンスセットのパーツの1つとして同梱されている。このベイは後のゲーム作品にも登場する。
サイバーペガシス100HF（ホールフラット）
アニメ第29話から登場。ニンテンドーDS用ゲームソフト第2作『メタルファイト ベイブレード 爆誕!サイバーペガシス』同梱ベイ。サイバーのメタルウィールは初期型のペガシスをベースにハイブリッドウィール化したものでレッドメッキ仕様になっている。サイバーのメタルウィールは最初はゲーム限定パーツだったが、後にベイブレードデッキ アタック&ディフェンスセットのパーツの1つとして同梱されている。アニメ本編にも登場し、次回作以降のゲームにも登場する。
バクシンスサノオ90WF（ワイドフラット）
ニンテンドーDS用ゲームソフト第3作『メタルファイト ベイブレード 爆神スサノオ襲来!』同梱ベイ。バクシンのメタルウィールは白く塗装したホワイトメタル仕様でライトウィールではない。このベイは後のゲーム作品にも登場する。ゲーム特典ベイだったが、後に限定カラーのルナ・エクリプスVer.としてベイ太設置店限定で販売された。
バルカンホルセウス145D（ディフェンス）
IDナンバー - BB-P01
アニメ第69話から登場。PSP用ゲームソフト『メタルファイト ベイブレード ポータブル 超絶転生! バルカンホルセウス』同梱ベイ。バルカンのメタルウィールはブラックメタル仕様。ゲームに先駆けてアニメ本編に登場している。バルカンのメタルウィールとホルセウスのクリアウィールは最初はゲーム限定パーツだったが、後にランダムブースターvol.7に収録されているベイに搭載して登場した。
ナイトメアレックスSW（スイッチ）145SD（セミディフェンス）
ニンテンドーDS用ゲームソフト第4作『メタルファイト ベイブレード 頂上決戦!ビッグバン・ブレーダーズ』同梱ベイ。メタルウィールはダイナソーゴールドという唯一のカラーリングとなっている。ナイトメアのメタルウィールとレックスのクリアウィールはゲーム限定パーツだったが、後に最強ブレーダーセットでトラックとボトムを変更したベイとして同梱された。発売発表時のメタルウィールの名称はジェノサイドだったが、ナイトメアに変更されている（パーツの形状は同じ）。ゲーム中では亜種の「エンシェントレックスSW145SD」が登場する。
マーキュリーアヌビウス85XF（エクストリームフラット）
2010年3月20日に開催された全国大会の景品で、ジュニア、レギュラーの各クラス上位3名に贈られた限定カラーか、ベイポイントカードを60000P以上の状態でレベル7に認定されると入手できるオリジナルカラーのレアベイ。2011年5月よりベイポイントカードの交換内容が変更されるとともにオリジナルカラーは入手できなくなり、レベル10のレジェンドVer.のみに入れ替わった。全国大会の各クラス上位3位に贈られるベイのメタルウィールの色が異なり、1位はゴールドメタル仕様、2位はシルバーメタル仕様、3位はブロンズメタル仕様となる。ベイポイントカードでもらえるベイの色はブルーメタル仕様。トラックに最も低い85、ボトムにWFの2倍の大きさの軸先を誇るXFを搭載。一部のWBBAショップに設置されているベイ太2号では「マーキュリーアヌビウス プロトVer.」が相手として登場する。アニメ本編ではレジェンドカラーになるまではオリジナルカラーで登場し、ゲーム『爆神スサノオ襲来!』と『超絶転生!バルカンホルセウス』、『頂上決戦!ビッグバン・ブレーダーズ』では作品によって異なるゲームオリジナルカラーとして登場する。
マーキュリーアヌビウス85XF（エクストリームフラット） ブレイブVer.
『月刊コロコロコミック』2011年3月号と『別冊コロコロコミックSpecial』2011年4月号の応募者全員サービスで入手できたマーキュリーアヌビウス85XFの限定カラーのレアベイ。漫画版にのみ登場。
マーキュリーアヌビウス85XF（エクストリームフラット） レジェンドVer.
アニメ第107話から登場。2011年4月よりベイポイントカードを120000P以上の状態でレベル10に認定されると入手できるマーキュリーアヌビウス85XFオリジナルとは異なるカラーのレアベイ。オリジナルカラーと入れ替わる形でレベル10で登場する。
インフィニティリブラGB（グラビティボール）145S（シャープ）
ベイポイントカードを20000P以上の状態でレベル5に認定されると入手できたレアベイ。2011年5月よりベイポイントカードの交換内容が変更され、入手することができなくなった。2013年12月21日に開催されたベイチャレンジトーナメントの大会参加賞としても入手できた。インフィニティのメタルウィールのみ新規パーツでガンメタ仕様で、それ以外のパーツは今までベイからの流用で色を変更されている。インフィニティのメタルウィールは初期型のリブラのウィールをベースにハイブリッド化したものだが、重量は少し軽くなっている。本編未登場だが、ゲーム『超絶転生!バルカンホルセウス』に登場する。
キラージェミオスDF（ダウンフォース）145FS（フラットシャープ）
IDナンバー - BB-56
アニメ第31話から登場。ハイブリッドウィール改造セット（アタック&バランス）の同梱ベイ。ランダムブースターVol.6が登場するまでは唯一キラーのメタルウィールを搭載されていたベイ。原作のみ未登場。
サーマルパイシーズT（トルネード）125ES（エターナルシャープ）
IDナンバー - BB-57
アニメ第30話から登場。ハイブリッドウィール改造セット（スタミナ&ディフェンス）の同梱ベイ。サーマルラチェルタが登場するまでは唯一サーマルのメタルウィールを搭載されていたベイ。原作のみ未登場。
サイバーアクアリオ105RF（ラバーフラット）
IDナンバー - BB-86
アニメ第69話から登場。ベイブレードデッキ アタック&ディフェンスの同梱ベイ。DS用ゲーム2作目『爆誕!サイバーペガシス』でしか入手できなかったサイバーのメタルウィールを搭載。これまで登場していたサイバーと異なりメッキ塗装は無い。
カウンターエスコルピオ145D（ディフェンス）
IDナンバー - BB-86
アニメ第69話から登場。ベイブレードデッキ アタック&ディフェンスの同梱ベイ。Wii用ゲーム『ガチンコスタジアム』でしか入手できなかったカウンターのメタルウィールを搭載。これまで登場していたカウンターと異なりメッキ塗装は無い。
ポイズンギラフS（シールド）130MB（メタルボール）
IDナンバー - BB-86
ベイブレードデッキ アタック&ディフェンスの同梱ベイ。このセットでのみの新規パーツのS130のトラックとMBのボトムを搭載したベイで、ポイズンのメタルウィールはパープルメッキ仕様。トラックに全方位の円盤状のシールドで防御可能なS130、ボトムにBと金属を合わせたMBを搭載。本編未登場。
バーンキャンサー90WD（ワイドディフェンス）（メタルフェイス改造Ver.（フェザー）付き）
IDナンバー - BB-96
ベイブレードスーパーデッキの同梱ベイ。プレミアムリターンズ第4弾。プレミアムリターンズにおいて初のセット商品かつシリーズ初のハイブリッドウィールシステムで、キャンサーを公式大会向けに改造したベイ。本編未登場。
バクシンスサノオ90WF（ワイドフラット） ルナ･エクリプスVer.
DS用ゲーム3作目の『爆神スサノオ襲来!』の特典ベイをベースに全国のベイ太設置店で限定カラーとして数量限定発売されたレアベイ。メタルウィールを含めて色を全て黒にしたもの。本編未登場。
ナイトメアレックスUW（アッパーウイング）145EWD（エターナルワイドディフェンス）（メタルフェイス改造Ver.（フェザー）付き）
IDナンバー - BB-117
最強ブレーダーセットの同梱ベイ。DS用ゲーム4作目『頂上決戦!ビッグバン・ブレーダーズ』でしか入手できなかったナイトメアのメタルウィールとレックスのクリアウィール、ランダムブースターVol.6のレアベイでしか手に入らなかったトラックのUW145とボトムのEWDを搭載。メタルウィールはメッキ塗装なし。本編未登場。

#### 4Dシステム（BB-105 - BB-126）
2011年3月〜2012年2月まで展開されたシリーズ。
ハイブリッドウィールシステムを継承しつつ、 異なる素材（Different）、分割されたウィール（Divided）、激しい動き（Dynamic）、奥深い改造（Deep）の4つの「D」により改造の幅の増えたシステム。このシステムからは4Dメタルウィール、4Dクリアウィール、4Dボトムのパーツが登場し、新規のクリアウィールは鉄粉を入れることで重量が上がり壊れにくくなり（従来のクリアウィールはそのまま）、4Dメタルウィールの直径は基本的に4D以前の最大径であるヘルウィールと同等の大きさとなっている。初期型とハイブリッドウィールシステムのベイとの互換性があり、従来通り組み替え可能。なお、4Dメタルウィールは他の4Dメタルウィールとの互換性は無いのでそのウィール同士でないと組み替えができず、4Dボトムはトラックとボトムが一体化されているのでトラックとボトムの組み替えはできない。また、スターターの同梱はハイブリッドウィールシステムのマキシマムシリーズのスターターと同じく基本的にライトランチャー2とライトランチャー2用のワインダーが同梱されている。
初期型とハイブリッドウィール中期のアースアクイラ以降より、フェイスのグラフィティはパーツ自体にプリントされフェイス用のシールを貼る必要は無い状態だったが、4Dシステムからはハイブリッドウィールの初期と同じくプリントされなくなり、フェイス用のシールを貼る必要が生まれた。ただし、プリントされていないのは基本的にスターターであり、ランダムブースターシリーズのレアベイとセットなどの一部のベイでは従来通りグラフィティがプリントされている。
ビッグバンペガシスF：D（ファイナルドライブ）
IDナンバー - BB-105
アニメ第103話から登場。スターター。4Dメタルウィールのクリア部分の色が限定カラーになったビッグバンペガシスDXセットの同梱ベイにもなっている。4Dメタルウィールにメタルフレーム・PCフレーム・メタルコアの3層に分割されたメタルウィールで3層の位置を変えることでアッパー重視のアッパー・上からでも下からでも攻撃できる全方位・相手の回転力を削るスマッシュ・連打重視の連打の4つの攻撃モードへ切り替え可能なビッグバン、4Dボトムに前半はSFのような機動をして後半からはRFのような機動に変化するF:Dを搭載。ペガシスのクリアウィールは新型でペガシスIIIとなる。
ドリームペガシス（ビッグバンペガシス105RF（ラバーフラット））
『コロコロホビーGP in SUZUKA 2011』開催のベイブレードドリームゲットバトルの抽選景品として手に入るレアベイ。歴代のペガシスに搭載されていたパーツを1つにまとめたもの（メタルウィールにビッグバン、クリアウィールにギャラクシーのペガシスII、トラックに初代の105、ボトムにストームのRF）。ビッグバンの4Dメタルウィールはゴールドメッキ仕様。本編未登場。
ビッグバンペガシスF：D ゴールドウィングVer.
単行本第8巻初回本限定企画としてプレゼントされたレアベイ。ビッグバンの4Dメタルウィールはゴールドメタル仕様。本編未登場。
ビッグバンペガシス アジアモデル（ビッグバンペガシス105RF（ラバーフラット））
アジアチャンピオンシップ開催記念に作られたレアベイ。パーツ構成はドリームペガシスと同じだが色が異なる。本編未登場。
ビッグバンペガシス125SF ブルーウイングVer.
数量限定でアルティメットベイ太を購入すると手に入るレアベイ。パーツ構成をベイ太向きに改造されたもの。ビッグバンの4Dメタルウィールはブルーメッキ仕様。本編未登場。
ビッグバンペガシス金・銀・銅
ジャパンチャンピオンシップ2012 2ndラウンド入賞者に贈られたレアベイ。ビッグバンペガシスの特製カラー。本編未登場。
ファングレオーネ130W2D（ウェーブワイドディフェンス）
IDナンバー - BB-106
アニメ第103話から登場。スターター。4Dメタルウィールにメタルフレーム・メタルコアの2層でメタルフレームを裏返すことで防御重視のディフェンスモードと守りつつ攻撃もあるカウンターモードの2つのモードへ切り替え可能なファング、ボトムにWDをベースに持久と防御を併せ持つW2Dを搭載。また、今までセットとランダムブースターでしか搭載されていなかったトラックの130を搭載。レオーネのクリアウィールは新型でレオーネIIとなる。
ファングレオーネ ディープブルーVer.
アジアチャンピオンシップ2011に設置されるアルティメットベイ太でプロトネメシスに勝利することで入手できたレアベイ。ファングの4Dメタルウィールはブルーメタル仕様。本編未登場。
ファングレオーネW（ウイング）105R2F（ライトラバーフラット） バーニングクローVer.
ベイ太設置店限定で数量限定発売されたレアベイ。ファングレオーネを攻撃向きに改造したもの。フェイスマークはバーニングクローVer.になっている。本編未登場。
エルドラゴデストロイF：S（ファイナルサバイブ）
IDナンバー - BB-108
アニメ第106話から登場。左回転専用ベイで、ライトランチャーLとライトランチャー2用の白のワインダー同梱のスターター。これまでのエルドラゴ系統の同梱ランチャーはベイランチャーLだったが、ライトランチャー2をベースに左回転用に変えた新型のライトランチャーLに変更された。ライトランチャーLのワインダーはライトランチャー2と同じであるため、ライトランチャー2のワインダーを代用して使うことができる。4Dメタルウィールにクリアウィールなしの2層になったメタルウィールで、上層のメタルフレームで取り付けた方向によってラバーを隠して攻撃重視で戦う攻撃モード、ラバーを出して右回転ベイの回転力を吸収する吸収モードの2つのモードに切り替え可能で、下層にはラバーディスク内蔵のPCコアで吸収モードにすることで右回転ベイの回転を吸収できるエルドラゴデストロイ、4Dボトムに前半はHFのような機動をし、後半からはS軸を出して持久に変化するF:Sを搭載。
上部分のメタルプレートはガンメタル仕様。また、エルドラゴデストロイのPCコアは後に発売されたベイブレード究極DXセットの同梱ベイの1つのエルドラゴガーディアンに互換性がある。メテオエルドラゴのクリアウィールにも一応互換性があるため取り付けることができるが、ライトウィールと同じ重さになるため実用的ではなく、エルドラゴデストロイのメタルフレームはこれ以前のエルドラゴ系統のメタルウィールと互換性はない。また、ライトランチャーLの単品発売はない。
エルドラゴデストロイ ゴールドアーマードVer.（エルドラゴデストロイDF（ダウンフォース）105LRF（レフトラバーフラット））
『月刊コロコロコミック』2011年6月号の応募者全員サービスで入手できたエルドラゴデストロイの限定カラーで4Dボトムをトラックとボトムに変更したレアベイ。エルドラゴデストロイはゴールドメッキ仕様。エルドラゴの究極改造セットでしか手に入らなかったレアパーツのDF105のトラックとLRFのボトムを搭載。標準装備されたメタルフェイスはオリジナルのエルドラゴVer.でゴールドメタル仕様。左回転専用のため、別売りの左回転対応のランチャーがないと回すことができない。
サイズクロノスT（トルネード）125EDS（エターナルディフェンスシャープ）
IDナンバー - BB-113
アニメ第113話から登場。スターター。4DメタルウィールにPCフレームを裏返すことでPCフレームがフリー回転して相手の攻撃を受け流すことができるスタミナモード、PCフレームを固定して攻めていくアタックモードに切り替え可能なサイズ、ボトムにDSのシャープ軸がフリー回転するEDSを搭載。
ヴァリアレスD：D（デルタドライブ）
IDナンバー - BB-114
アニメ第118話から登場。両回転対応ベイで、両回転対応のライトランチャーLRを同梱のスターター。ライトランチャーLRは色の異なる交換式の爪を取り付けることにより、デジタルパワーランチャーと同じように右回転と左回転に切り替えることが可能。使用しない爪はライトランチャーLRに取り付けて収納することができる。4Dメタルウィールにグラビティペルセウスにもあった両回転対応、回転力が弱まると攻撃から防御に切り替わるオートチェンジと全身メタルのヴァリアレス、4Dボトムにバトル前にF・WB・Sの3つの軸先を切り替えることができるD：Dを搭載。ヴァリアレスの4Dメタルウィールは全身メタルでクリアウィールなしの1層であり、全身金属のウィールは初期型のカプリコーネ以来となる。ライトランチャーLRは発売当時では単品では入手できなかったが、後に単品として発売された。
ヴァリアレスD：D（デルタドライブ） ブルーファントムVer.
『月刊コロコロコミック』2011年7月号誌上でプレゼントされたレアベイ。ヴァリアレスの4Dメタルウィールはブルーメタル仕様。本編未登場。
ヴァリアレスD：D（デルタドライブ） マーズレッドVer.
『メタルファイト ベイブレード レジェンド4Dガイド』と単行本第9巻初回本限定でプレゼントされたレアベイ。ヴァリアレスの4Dメタルウィールはレッドメタル仕様。本編未登場。
ブリッツユニコルノ100RSF（ラバーセミフラット）
IDナンバー - BB-117
アニメ第118話から登場。最強ブレーダーセットの同梱ベイ。4Dメタルウィールにメタルフレームとメタルコアの2層でメタルフレームの位置を入れ替えることで3枚刃の攻撃重視の強襲攻撃モード、6枚刃の連打重視の連打攻撃モードの2つのモードに切り替え可能なブリッツを搭載。ユニコルノのクリアウィールは新型でユニコルノIIとなる。
ブリッツユニコルノ ブルーホーンVer.
2012年に開催された次世代WHFのジャパンチャンピオンシップ2012 2ndラウンド予選を通過することで入手できたレアベイ。本編未登場。
ファントムオリオンB：D（ベアリングドライブ）
IDナンバー - BB-118
アニメ第127話から登場。スターター。4DメタルウィールにメタルフレームとPCコアの2層でメタルフレームを裏返しすることで持久重視のスタミナモードと攻撃重視のアタックモードに切り替え可能なファントム、4Dボトムにベアリング内蔵で軸先が独立回転するB:Dを搭載。
ファントムオリオンB：D（ベアリングドライブ） スケルトンVer.
『月刊コロコロコミック』2011年10月号誌上でプレゼントされたレアベイ。ファントムの4Dメタルウィールはガンメタ仕様。本編未登場。
デスケツァルコアトル125RDF（ラバーディフェンスフラット）
IDナンバー - BB-119
アニメ第131話から登場。スターター。4Dメタルウィールに12ミリの分厚さを誇り、メタルフレームとメタルコアの2層でメタルフレームを裏返しすることで12ミリの分厚さのあるアタックモードと下部分を完全防御のディフェンスモードに切り替え可能なデス、ボトムにFとDを併せ持ちラバーになったRDFを搭載。初期型でレアベイだったケツァルコアトルが4Dシステムになって久々に登場し、クリアウィールのケツァルコアトルは初登場となる。また、あまり搭載されていなかったトラックの125が久々に搭載。
ディアブロネメシスX：D（エクストリームドライブ）
IDナンバー - BB-122
アニメ第140話から登場。スターター。4Dシステムで登場するベイ14機種（ビッグバンペガシス、ファングレオーネ、エルドラゴデストロイ、ビートリンクス、サイズクロノス、ヴァリアレス、ブリッツユニコルノ、ジェイドジュピター、ファントムオリオン、デスケツァルコアトル、デュオウラヌス、フュージョンハーデス、当時発売前だったクライスシグナス、フレイムサジタリオ）の特徴が1つになったベイ。4Dメタルウィールにバサルトを上回る重量を持ち、メタルフレームとメタルコアの2層でメタルフレームを裏返しで載せ替えることでアタックモードとオートチェンジ機能の究極バランスモードに切り替え可能なディアブロ、4DボトムにXF軸とS軸、究極バランスモードのみのS2D軸の3つの軸先がランダムに切り替わるX:Dを搭載。究極バランスモードはディアブロのメタルウィールとX:Dの4Dボトムを使用した時のみ切り替え可能で、オートチェンジも同様。
ディアブロネメシスX：D（エクストリームドライブ） ドラグレンVer.
『ベイブレード・ビーダマン 2012ドラゴンキャンペーン』のドリーム賞として、メタルファイト ベイブレード商品とクロスファイト ビーダマン商品合計2個のバーコードを応募することでフォース=ドラグレン ネメシスVer.とセットで抽選100名にプレゼントされたレアベイ。ディアブロの4Dメタルウィールはレッドメタル仕様。本編未登場。
ゴールデンディアブロネメシス
『メタルファイト ベイブレード 最強ドラゴニス4Dガイド』誌上で100名にプレゼントされたレアベイ。本編未登場。
クライスシグナス145WD（ワイドディフェンス）
IDナンバー - BB-124
アニメ第135話から登場。スターター。4Dメタルウィールにメタルフレームとメタルコアの2層で、メタルフレームを裏返すことでメタルフレームがスライドして相手の攻撃を半減するディフェンスモード、メタルフレームを固定して攻撃重視のアタックモードの2つのモードに切り替え可能なクライスを搭載。本来は2012年1月21日発売だが、2012年に開催されたWHFの大阪大会のみ発売日から1週間先駆けて先行販売された。
フラッシュサジタリオ230WD（ワイドディフェンス）
IDナンバー - BB-126
アニメ第148話から登場。スターター。4Dメタルウィールにメタルフレームとメタルコアの2層で、メタルフレームを90度ずらすことで円形の持久重視のスタミナモード、楕円形の攻撃重視のアタックモードに切り替え可能なフラッシュを搭載。サジタリオのクリアウィールは新型でサジタリオIIとなる。ハイブリッドウィールのフレイムサジタリオを発売以来、実に約3年振りに新型となって登場した。ZEROG以前のシリーズは、このベイをもって最後となった。
プロトタイプネメシス
IDナンバー - BB-120
アニメ第133話から登場。アルティメットベイ太の同梱ベイ。アルティメットベイ太スタジアムの対戦相手として登場し、通常のベイと同じように使うこともできる（回転は右回転のみで、左回転はできない）他、公式大会で使うこともできる。ボトムにマグネット（ネオジム磁石）と高さを170・195に調節できる機能を内蔵。完全一体型で改造や分解はできない。現在、WBBAショップに設置されているベイ太2号では、このベイが相手として登場する。
ウイングペガシス90WF（ワイドフラット）
IDナンバー - BB-121
ベイブレード究極DXセットの同梱ベイ。4Dメタルウィールにメタルコアとメタルフレームの2層で、メタルフレームを取り付けた位置で一撃重視の一撃必殺攻撃モード、連打重視の連打攻撃モード、鉄壁で攻撃する鉄壁攻撃モードの3つのモードに切り替えることができるウイング、レアパーツのボトムのWFを搭載。ペガシスのクリアウィールはビッグバンペガシスと同じペガシスIII。漫画版では番外編に登場する。
ウイングペガシスS（シールド）130RB（ラバーボール）
2012年に開催された次世代WHFのジャパンチャンピオンシップ2012 2ndラウンドで限定販売されたレアベイ。世界大会記念モデルで地球をイメージしたブルーカラーになっている。ウイングの4Dメタルウィールはブルーメッキ仕様。本編未登場。
エルドラゴガーディアンS（シールド）130MB（メタルボール）
IDナンバー - BB-121
ベイブレード究極DXセットの同梱ベイ。4Dメタルウィールにエルドラゴデストロイをベースに防御重視に改良し、エルドラゴデストロイと同じく攻撃モードと吸収モードの2つのモードに切り替え可能なエルドラゴガーディアン、レアパーツのトラックのS130とベイブレードデッキ アタック&ディフェンスでしか手に入らなかったボトムのMBを搭載。以前発売されたエルドラゴデストロイのPCコアに互換性があり取り付けることができる。漫画版では番外編に登場する。
デュオウラヌス230WD（ワイドディフェンス）
IDナンバー - BB-121
アニメ第133話から登場。ベイブレード究極DXセットの同梱ベイ。4Dメタルウィールにメタルコアとメタルフレームの2層で、メタルフレームを90度ずらすことで重心が安定したスタミナモードと重心をずらして動きが変化するアタックモードに切り替え可能なデュオを搭載。
オメガドラゴニス85XF（エクストリームフラット）
アニメ第120話から登場。公式ガイドブック『最強ドラゴニス4Dガイド』付録のレアベイ。元々はアニメ先行で登場したベイだが、カラーリングはアニメ版と異なる。公式ガイドブックの付録として新型ベイが登場したのは初めてとなる。オメガの4Dメタルウィールはパープルメッキ仕様。
ビートリンクスTH（トリプルハイト）170WD（ワイドディフェンス）
IDナンバー - BB-109
アニメ第104話から登場。ランダムブースターVol.7の収録で一番のレアベイ。4DメタルウィールにメタルコアとPCフレームの2層で、PCフレームを90度回転させることで攻撃範囲が広くなったアタックモード、PCフレームで隠して守るディフェンスモードの2つのモードに切り替え可能なビート、トラックにバトル前で170・195・220の3段階の高さに調整可能なTH170を搭載。
ジェイドジュピターS（シールド）130RB（ラバーボール）
IDナンバー - BB-116
アニメ第122話から登場。ランダムブースターVol.8の収録で一番のレアベイ。4Dメタルウィールに4つのメタルボールを内蔵したメタルフレームとメタルコアの2層で、メタルフレームの位置を変えることで回転力によってメタルボールの位置が変化して高速回転時に持久重視、 低速回転時に防御重視に切り替え可能なスタミナモード、メタルボールを固定してメタルボールの重みで防御力を上げるディフェンスモードの2つのモードに切り替え可能なジェイド、Bとラバーを合わせたRBを搭載。また、ベイブレードデッキ アタック&ディフェンスでしか手に入らなかったS130のトラックを搭載。
フュージョンハーデスAD（アーマーディフェンス）145SWD（シャープワイドディフェンス）
IDナンバー - BB-123
アニメ第140話から登場。ランダムブースターVol.9の収録で一番のレアベイ。4Dメタルウィールにメタルコアとメタルフレームに加え、フレームが全身ラバーになったラバーフレームの3層で、ラバーフレームとメタルフレームを上下取り付けることで防御と持久を兼ね備えたバランスモード、相手の攻撃を吸収してダメージを半減できるディフェンスモードに切り替え可能なフュージョン、ボトムにWDとSを合わせたSWDを搭載。また、グラビティペルセウスでしか手に入らなかったトラックのAD145を搭載。

#### 復刻ベイ
『ベイブレードバースト』において、2019年4月以降バースト仕様で復刻されたベイブレード。
当時のウィールは金属であったが、バーストではレイヤーがぶつかる場所がプラ素材となっていることと、安全基準の都合上、メタルウィールの金属素材は内部などの一部分に搭載される程度になり、それ以外の部分はプラスチック素材となり、元祖よりも軽量化されている。また、一部を除いて、フェイスとメタルウィールとクリアウィールは1つのレイヤーとして一体化され、分解できないようになっている。
ストームペガシス.10（テン）G（グレイブ）.Qc'（クイックダッシュ）
IDナンバー - B-140
ランダムブースターVol.15で一番のレアベイ。ストームペガシス105RFの復刻版。
ストームペガシス.10（テン）G（グレイブ）.Qc'（クイックダッシュ） 紅蓮Ver.
ストームペガシス ギャラクシーレッドVer.の復刻版。『コロコロアニキ』2019夏号の応募者全員サービスで入手できた。
ストームペガシス.Hr（ハリケーン）.L'（ライナーダッシュ）
コロコロプレミア限定 レジェンドスターベイセット収録のベイ。レイヤーは色違いで、ガンメタ仕様となっている。ドライバーのライナーダッシュは、セットで唯一の新規パーツ。
ランダムブースターVol.17
IDナンバー - B-151
ライトニングエルドラゴ.10（テン）R.（リーチ）Z'（ゼファーダッシュ） 極龍Ver.
ライトニングエルドラゴ100HF 極龍Ver.の復刻版。モードチェンジ機能は省略されている。
ストームペガシス.Hr（ハリケーン）.At（アトミック） スターダストVer.
ストームペガシス100RF スターダストVer.の復刻版。レイヤーはVol.15の色違いだが、ディスクとドライバーはディフェンスタイプに改造したものとなっている。
バーンフェニックス.Y（エール）.Wd（ウェッジ）
IDナンバー - B-158
ランダムブースターVol.19に収録。バーンフェニックス135MSの復刻版。
メタルファイト ベイブレード アニメ10周年記念セット
IDナンバー - B-00
『メタルファイト ベイブレード』アニメ10周年を記念して発売されたセット。当時の商品パッケージを再現したデザインとなっており、原作者足立たかふみの描き下ろしイラストもある。ロックレオーネ、フレイムサジタリオ、ロックレオーネのレイヤーは初登場し、ロックレオーネのみ再録がなかったため、このセットでしか入手できない。また、全てのレイヤーに、ステッカーを貼る部分があった所は、全てプリントで塗装されたものとなっている。
ストームペガシス.10（テン）G（グレイブ）.Qc'（クイックダッシュ）
ランダムブースターVol.15に収録されたものと同じもの。
ライトニングエルドラゴ.10（テン）R.（リーチ）Z'（ゼファーダッシュ）
パーツ構成はランダムブースターVol.17に収録されたものと同じだが、カラーリングは通常のものとなっている。
ロックレオーネ.0（ゼロ）.M（マッシブ）
ロックレオーネ145WBの復刻版。
フレイムサジタリオ.8'（エイトダッシュ）.C（クロー）
フレイムサジタリオC145Sの復刻版。
アースアクイラ.2（ツー）.Y（イールディング）
アースアクイラ145WDの復刻版。
ランダムブースターVol.20
IDナンバー - B-164
カラーリングはいずれも基となったメタルファイトシリーズに登場しなかったオリジナルとなっている。
フレイムサジタリオ.00（ダブルオー）.Kp'（キープダッシュ） ブルーカラー
アースアクイラ.Vn（バンガード）.Mr'（マージダッシュ） マゼンタカラー
ランダムブースターVol.21
IDナンバー-B-170
バーンフェニックス.00（ダブルオー）α'（アサルトダッシュ） ブリザードバージョン
バーンフェニックス135MS・ブリザードバージョンの復刻版だが、ディスクとドライバーはアタックタイプのものに変更されている。
ランダムブースターVol.23
IDナンバー- B-176
カラーリングはオリジナルには無いもの。
ストームペガシス.Dr（ドレイク）.HS（ハイサバイブ） グリーンカラー
ランダムブースターVol.25
IDナンバー-B-181
ヘルケルベクス.Gg（ギガ）.Wv（ウェーブ） ブルーインフェルノバージョン
ヘルケルベクスBD145DS・ブルーインフェルノバージョンの復刻版だが、ディスクとドライバーはバランスタイプのものに変更されている。
ランダムブースターVol.27
IDナンバー-B-194
ギャラクシーペガシス.Lg（レガシー）.X'（エクストリームダッシュ） エメラルドカラー
BB-75 ベイブレード デッキエントリーセットに付属していたギャラクシーペガシスW105R2Fの復刻版だが、パーツは一部変更されている。
メタルファイト ベイブレード 2020 爆セット
IDナンバー - B-00
ギャラクシーペガシス.5G（ファイブグレイブ）.Jl'（ジョルトダッシュ）
レイユニコルノ.1'P（ワンダッシュプルーフ）.U'（ユナイトダッシュ）
グラビティペルセウス.00B（ダブルオーバンプ）.Y（イールディング）
メテオエルドラゴ.7V（セブンボルテックス）.Sp'（スパイラルダッシュ）
ヘルケルベクス.0L（ゼロリフト）.Mb（メビウス）
ギャラクシーペガシスW105R2F・レイユニコルノD125CS・グラビティペルセウスAD145WD・メテオエルドラゴLW105LF・ヘルケルベクスBD145DSの復刻版。レイユニコルノ、グラビティペルセウス、メテオエルドラゴのレイヤーは再録がなかったため、このセットでしか入手できない。また、全てのレイヤーに、ステッカーを貼る部分があった所は、全てプリントで塗装されたものとなっている。
フェイスはクリアウィールと一体化して分解できないが、これら5機はクリアウィールとメタルウィールを取り外すことができ、組み換え改造が可能になっている。メテオエルドラゴとグラビティペルセウスは付け替えできない代わりに、モードチェンジすることが可能になっている。
メテオエルドラゴカラーのロングベイランチャーLおよびグラビティペルセウスカラーのロングベイランチャーLRが付属。

## 関連商品

### ゲーム
メタルファイト ベイブレード
ニンテンドーDSソフト（DSi・DSi LL・3DS・3DS LL・2DS・New 3DS・New 3DS LL・New 2DS LLを除く）。ハドソンより発売。開発は有限会社アンブル。発売日2009年3月26日。
約6年ぶりに発売されたベイブレードのゲーム作品で、『メタルファイト ベイブレード』のゲーム作品1作目。ジャンルはベイブレードアクション。
鋼銀河を主人公としたベイブレードを改造してベイバトルをするアクションゲーム。ストーリーは漫画版をベースとしているが、連載開始して間もないため竜牙戦以降はゲームオリジナルとなっている。この作品を含めDSゲームに登場する必殺転技は漫画、アニメとも異なる。また、登場するベイブレードは限定版や同機種が強化されて色が異なるものも含めて2009年3月時点で発売されている14機種以上が登場するが、同じ機種でもネームドという追加効果の特徴のあるパーツがあるのでさらに多くのベイが登場している。このうちカプリコーネとジェミオスのベイは登場しないが、カプリコーネ搭載のトラックとボトムは登場する。4層の初期型ベイが登場するのは今作のみで、次回作以降からは全てハイブリッドウィールシステムのベイとなっている。
ストーリーモード以外に「コロシアム戦」やストーリーモード内の「フリーバトル」などの1人で楽しめるモードに加えて、DSワイヤレス通信で他のプレイヤーと対戦できる「通信対戦」、ベイブレードのゲーム作品では初となるネットワークによる対戦が収録されたニンテンドーWi-Fiコネクションに接続して世界中のプレイヤーと対戦できる「Wi-Fi対戦」がある。ただし、全てのモードを選べるようにするにはストーリーモードである程度進める必要がある。ストーリーモード以外のモードでは、鋼銀河以外の無名ブレーダーも含めて13人のキャラクターでもプレイできるが、ベイブレードはストーリーで改造したものを使って対戦するので、キャラクター固有のベイブレードを使うことはできない。最初に選べるキャラクターは8人のみで残りの5人はストーリーモードを進めないと出現しない。隠しベイブレードとして左回転の「ペガシスΩ」が登場する。
レアベイブレード「ケツァルコアトル90WF」の限定カラーとベイポイントリーダーを同梱。ベイポイントリーダーはニンテンドーDSiまたはニンテンドーDSi LLには対応されていない。
2010年3月15日より、全ての内容はそのままに「お買い得プライス版」として廉価版が発売された。
2011年4月7日より、ベイポイントリーダーとベイポインターと連動した機能を取り除いた「バリュープライス」として再廉価版が発売されている。
（登場キャラクター）
鋼銀河、湯宮ケンタ、盾神キョウヤ、北斗、ベンケイ、竜牙、大道寺、毒島、カトル、早乙女スピカ、ブレーダー1、ブレーダー2、ブレーダー3
メタルファイト ベイブレード ガチンコスタジアム
Wiiソフト。ハドソンより発売。開発は株式会社シェード。発売日2009年11月19日。
約7年ぶりに発売されたベイブレードの据え置きハードのゲーム作品。Wiiリモコンを使ってベイブレードを操作することができる。ジャンルはベイブレード対戦アクション。
この作品以降はアニメ版をベースとしたゲームオリジナルストーリーとなり、アニメにしか登場しなかったキャラクターやゲームオリジナルキャラクターが多数登場するようになる。また、アニメ版と同じ声優によるキャラクターボイスが初めて搭載され、ゲームオリジナルキャラクターもボイス入りとなっている。
登場するベイブレードは限定版も含めて2009年11月時点に発売されているものに加えて、ゲームオリジナルベイブレードも多数登場し、20機種以上が登場する。登場ベイは全てハイブリッドウィールシステムで、今までにあった4層の初期型ベイは登場しなくなった。ゲームクリア後にパスワード入力で隠しベイの「カウンターレオーネD125B」と「コロコロコミックベイ」が入手でき、条件を満たすと左回転の「ロックレオーネΩ」「フレイムサジタリオΩ」「ダークブルΩ」、性能強化&ゴールド化の「ペガシスΣ」「ヴォルフΣクリアウィール」が入手可能。また、DSの『爆誕!サイバーペガシス』と通信で連動すると『爆誕!サイバーペガシス』に登場するベイ「ストームペガシスΩ」が登場する。
メインのゲームモードは「ストーリー」と「フリーバトル」の2つ。「ストーリー」は1人用で鋼銀河になって、さらわれたブレーダーを助けるために謎の巨大要塞を進入して敵の野望を阻止する内容となっている。「フリーバトル」では最大4人まで対戦可能で、鋼銀河を含め最大23人のキャラクターから選んでプレイできる。キャラクターは「ストーリー」を進めると増えていく。その他、ベイスタジアムをカスタマイズできるモードややりこみ要素のあるモードも収録されている。
ゲームオリジナルベイブレード「カウンターレオーネD125B」同梱。
（登場キャラクター）
鋼銀河、湯宮ケンタ、盾神キョウヤ、ベンケイ、渡蟹哲也、波佐間ヒカル、氷魔、大鳥翼、大道寺、竜牙、白鳥マリコ、八岐ロチ、月野ハジメ、月野アサミ、南国カイ、羽広コウキ、猫山リナ、熊手ツヨシ、大地カケル、城石マモル、ブレーダーキラー（基本型、強化型、超・強化型）
メタルファイト ベイブレード 爆誕!サイバーペガシス
ニンテンドーDSソフト第2作。ハドソンより発売。開発は有限会社アンブル。発売日2009年12月3日。
暁宇宙を主人公とした対戦アクションゲーム。ジャンルはベイブレードアクション。暁宇宙はゲームに先駆けて漫画、アニメにも登場している。本編の主人公の鋼銀河はライバルキャラクターとして登場し、Wiiではいなかった天童遊と大池トビオも登場している。
ストーリーはバトルブレーダーズが開催される前の話となっている。冒頭の一部は暁宇宙が初登場するアニメ第29話を踏襲しているが、それ以降はオリジナルストーリーが展開される。
ゲームモードは前作と同じで、「ストーリーモード」がボリュームアップしているが、セーブできるデータが1つ減って2つだけになった。また前作にあった「Wi-Fi対戦」も搭載され、新たに一部制限があるもののソフト1本で本作を持っていないプレイヤーと対戦できる「DSダウンロードプレイ」が搭載された。なお、DS第1作にあったベイポイントリーダーは同梱されておらず、ベイポインターとの連動機能は無くなっている。シュートの操作がベイランチャーと同じようにタイミングよく引っ張るものになり、ベイの操作も快適になってよりやりやすくなり、必殺転技を自由に選べるようになった。また、Wiiにもあったアニメ版と同じ声優によるキャラクターボイスもDS版でも今作から導入されるようになり、ゲームオリジナルキャラクターもボイス入りになった。
限定版も含めて2009年12月時点に発売されているベイブレードが登場し、DS第1作にはなかったゲームオリジナルベイブレードやハイブリッドシステムのベイブレードが登場するようになったが、4層の初期型ベイは登場しなくなった。ストーリークリア後のイベントで隠しベイブレードの「ビッグバンアルゴ」と「インベルバアル・ゼブル」が入手でき、パスワード入力で左回転の「ストームペガシスΩ」と「サイバーペガシスΛ」が入手可能。ストーリーモード以外では最大17人のキャラクターが使用でき、キャラクターはストーリーモードを進めると増えていく。また、Wiiの『ガチンコスタジアム』と通信して連動すると、ガチンコスタジアムに登場するベイ「デビルサーペンター」とキャラクター「ブレーダーキラー」が登場する。
ゲームオリジナルベイブレード「サイバーペガシス100HF」同梱。
（登場キャラクター）
鋼銀河、盾神キョウヤ、ベンケイ、大道寺、湯宮ケンタ、波佐間ヒカル、竜牙、渡蟹哲也、氷魔、大鳥翼、天童遊、大池トビオ、ブレーダーキラー、暁宇宙、ヴァン、イージス、クロウ
メタルファイト ベイブレード 爆神スサノオ襲来!
ニンテンドーDSソフト第3作。ハドソンより発売。開発は有限会社アンブル。発売日2010年7月15日。
主人公は再び鋼銀河となり、3対3によるチームバトルが新たに導入される。ジャンルはベイバトルRPG。前作の主人公だった暁宇宙は仲間キャラクターとして引き続き登場する。
ストーリーモードでは鋼銀河がとある大会で優勝して幻のベイブレード・スサノオのパーツを手に入れる所から始まり、悪のブレーダーのタケルが狙うスサノオのパーツを巡って日本全国を旅をし、各地にいるブレーターと戦いながら仲間を集めて共に戦っていく。RPG要素が加わったことでストーリーは前作よりさらにボリュームアップしている。今回はチームバトルがメインで、バトルに勝つなどで仲間を集めていく。ストーリーモードとしてはバトルのみになるが主人公以外のキャラクターを使うことができる。
前作にあったモード面に加えて、DSワイヤレス通信やWi-Fi対戦による通信対戦、前作にあったDSダウンロードプレイによる通信対戦も搭載されている。ボリュームアップした反面、セーブデータが1つのみになった。
限定版も含めて2010年7月時点に発売されているベイブレードが登場し、今までのDSの作品に登場したベイやゲームオリジナルベイなど、30機種以上が登場する。また、選べるキャラクターは30人だが、本作は日本全国が舞台となっているので世界大会編に登場する日本以外のキャラクターは登場しない（ただし、一部の日本以外のベイは登場する）。
前作『爆誕!サイバーペガシス』と通信で連動すると、前作に登場するベイブレード「カラミティレイヴン」と「ディザスターアイギス」のパーツを入手できる。また、DSの無線通信による1カートリッジ対戦を8回（同じDSは不可）行う、もしくはバトルコロシアムで100連勝することで「マーキュリーアヌビウス」が入手可能。パスワードを入力することで「ディバインキメラTR145FB」のパーツがショップで購入可能となり、パーツ一式が集まれば使えるようになる。
マクドナルドでは2010年7月30日から9月9日までに映画に登場するキャラクター「ヘリオス」とベイ「ソルブレイズ」「ダークポセイドン」やマクドナルドオリジナルベイ「ビッグマック320YEN」、ミニゲームなどが期間限定配信された。
ゲームオリジナルベイブレード「バクシンスサノオ90WF」同梱。
（登場キャラクター）
鋼銀河、大鳥翼、角谷正宗、竜牙、湯宮ケンタ、盾神キョウヤ、ベンケイ、氷魔、天童遊、暁宇宙、波佐間ヒカル、鋼流星、大道寺、水地零士、渡蟹哲也、大池トビオ、深海流太郎、早乙女輝、毒島、双道レイキ、熊手熊介、熊手熊次、熊手熊太、天野まどか、タケル、ベイガーディアン（スタミナ、ディフェンス、アタック）、ヤマト、ヘリオス
メタルファイト ベイブレード ポータブル 超絶転生! バルカンホルセウス
PSPソフト。タカラトミーより発売。開発は有限会社アンブル。企画、デザインはよかスタジオ。発売日2010年10月21日。
ソニー向けのハードの発売は約8年ぶりであり、初のPSPの作品。ジャンルはベイブレードアクション。
ストーリーモードでは太古に最強とうたわれたベイ・マーキュリーアヌビウスにまつわる物語が展開される。銀河がビッグバンブレーダーズに参加するところから始まるが、物語は徐々に壮大なオリジナルストーリーへと繋がって行く。本作の主要人物であるナイルはゲームに先駆けてアニメにも登場している。
『ガチンコスタジアム』にあった最大4人まで参加できるバトルも搭載され、携帯型ハードでの多人数の通信対戦は初めてとなる。新バトルとして一機のベイだけで大量のベイを相手にひたすら倒していく無双のフィールドベイバトルと、最大4人での協力バトルで巨大なベイと戦う巨大ベイバトルが搭載されている。その他、通信で相手のベイのデータを使ったゴーストバトルも用意されている。タッグバトルなど、チームを組めるモードでは協力技である合体転技も使用可能。合体転技はキャラクターの組み合わせによって技名が変化する。
今まで登場したベイやゲームオリジナルベイに加え、新たにアニメオリジナルベイブレードが多数登場し、シリーズ最多の40機種以上のベイブレードが登場する。ゲームを進んでいくだけで登場するベイブレードは2010年10月時点までのベイのみだが、パスワードを入力することで今作の発売以降のベイがゲームに登場し、発売日より早くゲームで使うことができる。4層の初期型ベイは登場しないので、初期型ベイのウィールはハイブリッドウィールシステムに変更されゲームオリジナルベイとして登場する。登場キャラクターは敵キャラクターを含めて40人以上で、アニメのビッグバンブレーダーズに出場している日本国外のキャラクターも本作から登場する。
ゲームオリジナルベイブレード「バルカンホルセウス145D」同梱。
（登場キャラクター）
鋼銀河、湯宮ケンタ、渡蟹哲也、ベンケイ、氷魔、深海流太郎、暁宇宙、角谷正宗、大鳥翼、天童遊、熊手熊介、双道レイキ、早乙女輝、大池トビオ、メイメイ、リー・チーユン、チャウシン、ワン・ダーシァン、ドーラ、ノワグマ、アレクセイ、プーテン、盾神キョウヤ、ウェルズ、ソフィ、ジュリアス・シーザー、水地零士、毒島、大道寺、波佐間ヒカル、フェニックス、竜牙、ナイル、ファラオ
メタルファイト ベイブレード 頂上決戦!ビッグバン・ブレーダーズ
ニンテンドーDSソフト第4作。ハドソンより発売。開発は有限会社アンブル。発売日2010年12月2日。
従来シリーズのベイバトルが一新し、格闘ゲームのようなアクション性の高いバトルになった「格闘ベイバトル」と改名された。ジャンルは格闘ベイアクション。
3人のブレーダーを選んでステージをクリアしていく「アーケードモード」、他のプレイヤーとの通信対戦と100種類以上ある問題をクリアしていく新モードのミッションと全キャラクターとひたすら対戦する新モードのサバイバルの3種類ある「バトルモード」、DSの前作『爆神スサノオ襲来!』のデータ通信や実際に発売されているベイブレードに記載されているバーコードを入力してベイを出現させられる「ブレーダーズネットワーク」、ベイのカスタマイズや今まで集めたパーツを鑑賞できるギャラリーやアチーブメントを見られる「ベイガレージ」の4つのモードが収録されている。
DSの前作『爆神スサノオ襲来!』に登場しなかった世界大会編からのキャラクターとベイも登場する。今作は30人以上のキャラクターが使用可能。アニメに登場する必殺転技の多くは、使用するベイごとに異なるフェイス技として登場する。ゲームオリジナル必殺転技は『爆神スサノオ襲来!』に登場した一部を除く攻撃技に加え10種類の新技が登場し、性能は一新されその威力に応じて発動に必要なゲージ数が設定された。即死攻撃だった技にも個々に性能が設定され通常の高威力技に変更された。
ベイブレードタイプのアタックは炎、ディフェンスは岩、スタミナは風、バランスは雷のエフェクトを出す。
今作はバトルとベイを重視したため、今までにあったストーリーモードが廃止されたが、アーケードモードでは最初に選んだキャラクターによって違った物語が展開され、それぞれにエンディングが用意されている。また、アーケードモードをクリアするたびに使用できるキャラクターが増え、それを繰り返すことによって最終的にアギト、ヘリオス、タケルが使用可能になる。セーブデータは再び2つまで保存できるようになった。ストーリーはアニメにおけるビッグバンブレーダーズ決勝近くでの話になっている。また、通信対戦によるDSワイヤレス通信とDSダウンロードプレイはあるが、Wi-Fi対戦による通信対戦は廃止となり遠くに離れたプレイヤーと遊ぶことができなくなった。
今までのゲームで登場するベイブレードはゲーム発売日の時点で登場しているものだったが、今作では新たにバーコード連動機能が搭載されて、以降に発売された特定のベイブレードに入っているバーコードを入力することでそのベイがゲームに登場する。
ゲームオリジナルベイブレード「ナイトメアレックスSW145SD」同梱。
（登場キャラクター）
鋼銀河、大鳥翼、角谷正宗、竜牙、湯宮ケンタ、盾神キョウヤ、ベンケイ、氷魔、天童遊、暁宇宙、波佐間ヒカル、鋼流星、大道寺、水地零士、渡蟹哲也、大池トビオ、深海流太郎、早乙女輝、毒島、熊手熊介、双道レイキ、天野まどか、タケル、ヘリオス、リー・チーユン、ワン・ダーシァン、チャウシン、メイメイ、ジュリアス・シーザー、ウェルズ、ソフィ、ゲオルグ、ナイル、ガスル、アレクセイ、アギト、ダイノアギト
メタルファイト ベイブレード 4DxZEROG アルティメットトーナメント
ニンテンドー3DSソフト。インターグローより発売。開発はシムス株式会社。発売日2013年12月19日（パッケージ版）、2014年6月26日（ダウンロード版）。
国内での商品展開、アニメ放送が終了した『メタルファイト ベイブレード』のゲームとしては約3年ぶりで、初の3DSの作品。ジャンルはデジタルベイバトル。
『メタルファイト ベイブレード 4D』と『メタルファイト ベイブレード ZEROG』の各アニメのキャラクターが活躍する2種類のストーリーモードが収録されており、ストーリーモードには様々なミニゲームが登場する。『4D』をベースとした日本国外向けソフト『BEYBLADE EVOLUTION』に、『ZEROG』モードを加えた日本仕様となっている。
前作同様、通信対戦による3DSワイヤレス通信はあるものの、Wi-Fi対戦による通信対戦には対応していない。すれちがい通信には対応しており、他のプレイヤーデータを入手し対戦することができる。
3DSカメラで撮影すると、スタジアムが出現する専用ARカードが付属される。
通常版に加えて、限定カラーベイ「サムライペガシスW105R2F Brave ver.」が同梱された初回限定版も同日発売された。
（登場キャラクター）
鋼銀河、盾神キョウヤ、湯宮ケンタ、角谷正宗、大鳥翼、天童遊、竜牙、アグマ、キング、クリス、ベンケイ、ゼオ・アビス、トビー、王大翔、イリオ・モッティ、デュナミス、黒銀ゼロ、火竜院忍、海原カイト、海原エイト、紅蓮、獅々谷鷹ノ助、暗闇左京、岩山美男、破山キラ

### DVD
メタルファイト ベイブレード
発売元はソニー・ピクチャーズエンタテインメント。販売元はTCエンタテインメント。
- 「メタルファイト ベイブレード Vol.01」（第1話 - 第4話収録） - 2009年7月15日発売
- 「メタルファイト ベイブレード Vol.02」（第5話 - 第8話収録） - 2009年8月12日発売
- 「メタルファイト ベイブレード Vol.03」（第9話 - 第12話収録） - 2009年9月9日発売
- 「メタルファイト ベイブレード Vol.04」（第13話 - 第16話収録） - 2009年10月14日発売
- 「メタルファイト ベイブレード Vol.05」（第17話 - 第20話収録） - 2009年11月11日発売
- 「メタルファイト ベイブレード Vol.06」（第21話 - 第23話収録） - 2009年12月9日発売
  - Vol.06の映像特典はベイバトル名場面集バトルシーン・アーカイブ、予告編集（ゲーム『爆誕!サイバーペガシス』と『ガチンコスタジアム』の紹介映像）。バトルシーン・アーカイブのナレーションはブレーダーDJが担当。

- 「メタルファイト ベイブレード バトルブレーダーズ編 Vol.01」（第24話 - 第27話収録） - 2010年1月13日発売
- 「メタルファイト ベイブレード バトルブレーダーズ編 Vol.02」（第28話 - 第31話収録） - 2010年2月10日発売
- 「メタルファイト ベイブレード バトルブレーダーズ編 Vol.03」（第32話 - 第35話収録） - 2010年3月10日発売
- 「メタルファイト ベイブレード バトルブレーダーズ編 Vol.04」（第36話 - 第39話収録） - 2010年4月14日発売
- 「メタルファイト ベイブレード バトルブレーダーズ編 Vol.05」（第40話 - 第43話収録） - 2010年5月12日発売
- 「メタルファイト ベイブレード バトルブレーダーズ編 Vol.06」（第44話 - 第47話収録） - 2010年6月9日発売
- 「メタルファイト ベイブレード バトルブレーダーズ編 Vol.07」（第48話 - 第51話収録） - 2010年7月14日発売

メタルファイト ベイブレード 爆
発売元はソニー・ピクチャーズエンタテインメント。販売元はTCエンタテインメント。レンタルのみ。
- 「メタルファイト ベイブレード 爆 Vol.01」（第52話 - 第55話収録） - 2010年8月11日レンタル開始
- 「メタルファイト ベイブレード 爆 Vol.02」（第56話 - 第59話収録） - 2010年9月8日レンタル開始
- 「メタルファイト ベイブレード 爆 Vol.03」（第60話 - 第63話収録） - 2010年10月13日レンタル開始
- 「メタルファイト ベイブレード 爆 Vol.04」（第64話 - 第67話収録） - 2010年11月10日レンタル開始
- 「メタルファイト ベイブレード 爆 Vol.05」（第68話 - 第71話収録） - 2010年12月8日レンタル開始
- 「メタルファイト ベイブレード 爆 Vol.06」（第72話 - 第75話収録） - 2011年1月12日レンタル開始
- 「メタルファイト ベイブレード 爆 Vol.07」（第76話 - 第79話収録） - 2011年2月9日レンタル開始
- 「メタルファイト ベイブレード 爆 Vol.08」（第80話 - 第83話収録） - 2011年3月9日レンタル開始
- 「メタルファイト ベイブレード 爆 Vol.09」（第84話 - 第87話収録） - 2011年4月13日レンタル開始
- 「メタルファイト ベイブレード 爆 Vol.10」（第88話 - 第91話収録） - 2011年5月11日レンタル開始
- 「メタルファイト ベイブレード 爆 Vol.11」（第92話 - 第95話収録） - 2011年6月8日レンタル開始
- 「メタルファイト ベイブレード 爆 Vol.12」（第96話 - 第99話収録） - 2011年7月13日レンタル開始
- 「メタルファイト ベイブレード 爆 Vol.13」（第100話 - 第102話収録） - 2011年8月10日レンタル開始
  - Vol.01の映像特典はDSゲーム『メタルファイト ベイブレード 爆神スサノオ襲来!』の紹介映像。Vol.04の映像特典はPSPゲーム『メタルファイト ベイブレード ポータブル 超絶転生! バルカンホルセウス』の紹介映像。

メタルファイト ベイブレード 4D
発売元はワーナー・ホーム・ビデオ。販売元はTCエンタテインメント。レンタルのみ。
- 「メタルファイト ベイブレード 4D Vol.1」（第103話 - 第104話収録） - 2011年10月26日レンタル開始
- 「メタルファイト ベイブレード 4D Vol.2」（第105話 - 第106話収録） - 2011年10月26日レンタル開始
- 「メタルファイト ベイブレード 4D Vol.3」（第107話 - 第108話収録） - 2011年11月30日レンタル開始
- 「メタルファイト ベイブレード 4D Vol.4」（第109話 - 第110話収録） - 2011年11月30日レンタル開始
- 「メタルファイト ベイブレード 4D Vol.5」（第111話 - 第112話収録） - 2011年12月21日レンタル開始
- 「メタルファイト ベイブレード 4D Vol.6」（第113話 - 第114話収録） - 2011年12月21日レンタル開始
- 「メタルファイト ベイブレード 4D Vol.7」（第115話 - 第116話収録） - 2012年1月25日レンタル開始
- 「メタルファイト ベイブレード 4D Vol.8」（第117話 - 第118話収録） - 2012年1月25日レンタル開始
- 「メタルファイト ベイブレード 4D Vol.9」（第119話 - 第120話収録） - 2012年2月29日レンタル開始
- 「メタルファイト ベイブレード 4D Vol.10」（第121話 - 第122話収録） - 2012年2月29日レンタル開始
- 「メタルファイト ベイブレード 4D Vol.11」（第123話 - 第124話収録） - 2012年3月28日レンタル開始
- 「メタルファイト ベイブレード 4D Vol.12」（第125話 - 第126話収録） - 2012年3月28日レンタル開始
- 「メタルファイト ベイブレード 4D Vol.13」（第127話 - 第128話収録） - 2012年4月25日レンタル開始
- 「メタルファイト ベイブレード 4D Vol.14」（第129話 - 第132話収録） - 2012年5月30日レンタル開始
- 「メタルファイト ベイブレード 4D Vol.15」（第133話 - 第136話収録） - 2012年6月27日レンタル開始
- 「メタルファイト ベイブレード 4D Vol.16」（第137話 - 第140話収録） - 2012年7月25日レンタル開始
- 「メタルファイト ベイブレード 4D Vol.17」（第141話 - 第144話収録） - 2012年8月29日レンタル開始
- 「メタルファイト ベイブレード 4D Vol.18」（第145話 - 第148話収録） - 2012年9月26日レンタル開始
- 「メタルファイト ベイブレード 4D Vol.19」（第149話 - 第154話収録） - 2012年10月31日レンタル開始
  - Vol.14以降はTVオンエア2話分を1話にまとめたフォーマットに変更されている。

その他
- 「メタルファイト ベイブレードTVアニメコレクションDVD 〜激闘!バトルブレーダーズ編〜」 - 2010年11月16日発売
  - 販売元はメディアファクトリー。各1話収録で全8種。映像特典は激闘!バトルブレーダーズ編全8話ダイジェスト映像とメタルファイト ベイブレードクイズ。クイズに連続正解すると、DVDごとに異なるキャラクターのスペシャルムービーが流れる。

- 「劇場版メタルファイト ベイブレードVS太陽 灼熱の侵略者ソルブレイズ」 - 2011年2月18日発売
  - 販売元は東宝。

- 「メタルファイト ベイブレード アニメ&ホビー完全ガイドDVD」
  - メタルファイト ベイブレード全爆転ブレーダーズBOOKふろく。銀河とケンタが解説を務めるテレビアニメ第1話、第2話のダイジェストや、キャラクター紹介、DS版ゲーム紹介、CMギャラリーなどを収録。

- 「トランスフォーマー アニメイテッド&ベイブレード スーパーホビーDVD」
  - てれびくん2010年9月号ふろく。劇場版の予告編ムービー、映画の秘密に迫るスペシャルムービー、キッズステーションで放送されたベイバトルの情報番組『ベイブレードコロシアム』のスペシャルダイジェストを収録。その他、様々なヒーローやホビー情報も紹介。

- 「メタルファイト ベイブレード 爆 超転DVD」
  - てれびくん2011年2月号ふろく。銀河と正宗がビッグバンブレーダーズ決勝前に大会を振り返る超転ムービーやコマーシャル集を収録。

### CD
- 「メタルファイト ベイブレード/ギャラクシーハート」（シングル） - 2010年8月18日発売
- 「心の勇気」（シングル） - 2011年8月17日発売

### 書籍
『メタルファイト ベイブレード全爆転ブレーダーズBOOK』（小学館、2009年5月21日発売）
月刊コロコロコミック6月号増刊。21機種72タイプ全カタログ、ベイブレード完全分析ファイルなどを紹介。付録は「アニメ&ホビー完全ガイドDVD」。
『メタルファイト ベイブレード爆転全書』（小学館、2010年1月27日発行）
ワンダーライフスペシャルコロコロコミック特別編集。改造全書BEST20、全83種超カタログ、DS版とWii版のゲーム攻略などを紹介。
『メタルファイト ベイブレード ギャラクシースタートガイド』（小学館、2010年3月20日発売）
別冊コロコロコミック4月号増刊。新ベイブレードであるギャラクシーペガシスやレイユニコルノ、DS版ゲーム第3弾情報などを紹介。
『劇場版メタルファイト ベイブレードVS太陽 超灼熱ガイドBOOK』（小学館、2010年8月18日発売）
別冊コロコロコミック9月号増刊。『ヘリオスVS竜牙』などの特別漫画収録の他、ベイゲーム独占情報、劇場版ストーリー&キャラ完全ナビなどを紹介。
『メタルファイト ベイブレード 世界制覇BOOK』（小学館、2011年1月22日発売）
別冊コロコロコミック3月号増刊。ストームペガシスからバサルトホロギウムまでのハイブリッドベイを完全網羅し、限定クリアウィール「エルドラゴII極龍アサルトVer.」と「ペルセウス白騎士スタミナVer.」のセットを付録とした一冊。
『メタルファイト ベイブレード レジェンド4Dガイド』（小学館、2011年6月23日発売）
別冊コロコロコミック8月号増刊。ビッグバンペガシスからヴァリアレスまでの4Dベイを紹介し、月刊および『別冊コロコロコミック』応募者全員サービスのみの新規かつ限定ベイだった「ディバインキメラTR145FB」の復刻版を付録とした一冊。
『メタルファイト ベイブレード 最強ドラゴニス4Dガイド』（小学館、2012年1月20日発売）
限定ベイ「オメガドラゴニス」を付録とし、竜牙の弟・竜斗とドラゴニスが活躍する外伝漫画などを収録。

## 備考
- アニメ版のナレーションは流星役の速水奨が担当している。ナレーションが流れるアバンタイトルやオープニング、エンディングはストーリーの展開や新ベイブレードの登場に合わせて差し替えが行われている。アニメ第1シーズンの次回予告はケンタが担当し、第2シーズン以降は各キャラクターが週替わりで担当している。
- 子役タレントの加藤清史郎はクリスマスプレゼントにベイブレードが欲しいと答えている[9]。また加藤清史郎が演じるこども店長が漫画に登場しているシーンがある[10]。
- 柳田理科雄の著書『空想科学読本』で本作のアニメ版が取り上げられており、激しく火花を上げるベイのメタルウィールは時速94kmを超え、回転数は毎分1万1000回転だと考察されている。また、第1話で銀河の必殺転技「天馬旋風翼（トルネードウイング）」が発生させた旋風は直径3m、高さ5mほどであることから、吹き上げる風は風速36m/秒、ペガシスの回転数は毎分76万回転、銀河がシューターの紐を引いた力は5.6tとされ、第3話でキョウヤがロックレオーネで直径2m、高さ3mほどの岩を打ち砕いたことから、レオーネの回転数は毎分420万回転、キョウヤがシューターの紐を引いた力は86tとされる[11]。